# Historyczne tablice rejestracyjne w Polsce
Historyczne tablice rejestracyjne w Polsce – pierwszy polski wzór tablic rejestracyjnych wprowadzono w 1922 r. Kolejne wzory wprowadzano w 1937, 1944, 1946, 1950, 1956 i 1976 r. Obowiązywały również tablice rejestracyjne dla rowerów i pojazdów konnych.

## Przed 1918
Polska nie istniała jako niepodległe państwo, więc na jej terenie funkcjonowały systemy zaborców.
Niemcy
Pierwsze tablice rejestracyjne stosowane były w Niemczech od 1901 r. Początkowo składały się z nazwy prowincji i cyfr arabskich występujących po nim, a od 1902 zamiast nazwy prowincji stosowany był wyróżnik.
- C – Prusy Wschodnie (Ostpreußen)
- D – Prusy Zachodnie (Westpreußen)
- J – Prowincja Poznańska (Posen)
- K – Śląsk (Schlesien)

Tablice stosowane od 1906 składały się z dwóch wyróżników: pierwszy, liczba rzymska, stanowił kraj związkowy, a drugi, litera alfabetu łacińskiego, stanowiła prowincja, po których występował numer złożony z cyfr arabskich.
- I – Prusy
- I C – Prusy Wschodnie (Ostpreußen)
- I D – Prusy Zachodnie (Westpreußen)
- I K – Śląsk (Schlesien)[1]
- I Y – Prowincja Poznańska (Posen)

Od 1912 stosowany był podział przedziałów cyfrowych między rejencje.
- Rejencja królewiecka – I C 1–500, 2001–2500
- Rejencja gąbińska – I C 501–1500
- Rejencja olsztyńska – I C 1501–2000
- Rejencja gdańska – I D 1–600, 1001–1200
- Rejencja kwidzyńska – I D 601–1000, 1201–2000
- Rejencja wrocławska – I K 1–300, 1001–1800, 2401–2900, 4100–4600, 5401–6000
- Rejencja legnicka – I K 601–1000, 2101–2400, 3201–3800, 4601–5400
- Rejencja opolska – I K 301–600, 1801–2100, 2901–3030, 3032–3200, 3801–4100
- Rejencja poznańska – I Y 1–60, 101–200, 401–700, 901–1100, 1301–2000
- Rejencja bydgoska – I Y 61–100, 201–400, 701–900, 1101–1300

Austro-Węgry
Tablice stosowane od 1906 składały się z wyróżnika kraju, po którym była opcjonalnie liczba rzymska, a następnie 3-cyfrowy numer, np. SXV 639.
Wyróżniki krajów:
- R – Śląsk Austriacki
- S – Galicja
- U – Węgry[potrzebny przypis]

Rosja
Rosja nie zdążyła wprowadzić wzoru tablic rejestracyjnych z uwagi na niski poziom motoryzacji, numery były ograniczone jedynie do cyfr.
I wojna światowa
W 1915 roku wojska państw centralnych zajęły część ziem polskich znajdujących się uprzednio pod zaborem rosyjskim. Stosowane były następujące wyróżniki:
- G.G.W. – Generalne Gubernatorstwo Warszawskie
- Ob. Ost – Ober-Ost

## 1918–1922
W latach 1918–1922 wszystkie pojazdy (tj. cywilne i wojskowe) były rejestrowane przez centralne władze wojskowe i tablica miała postać czarnego numeru na białym tle.

## 1922–1928

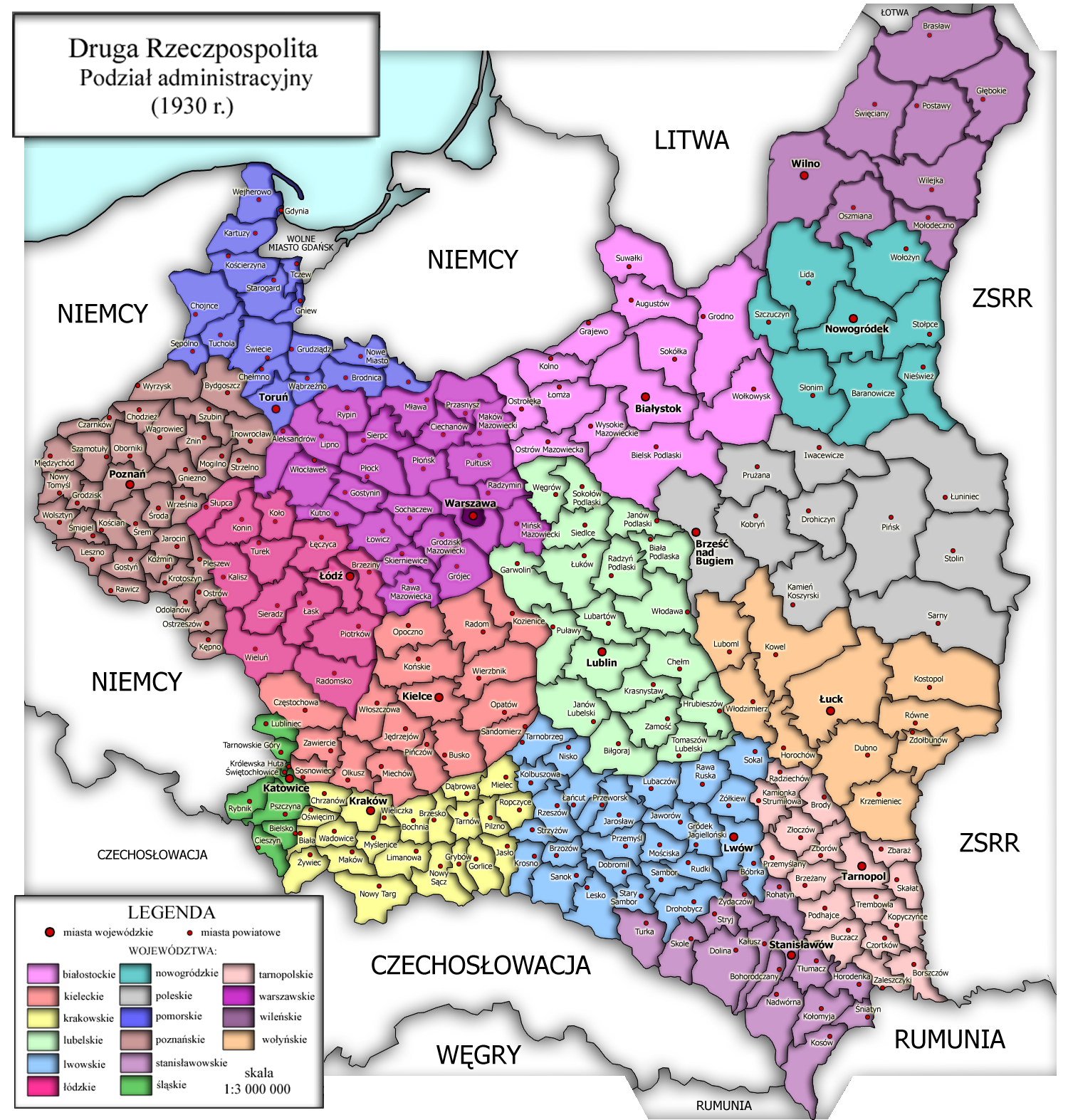
Podział II Rzeczypospolitej na województwa

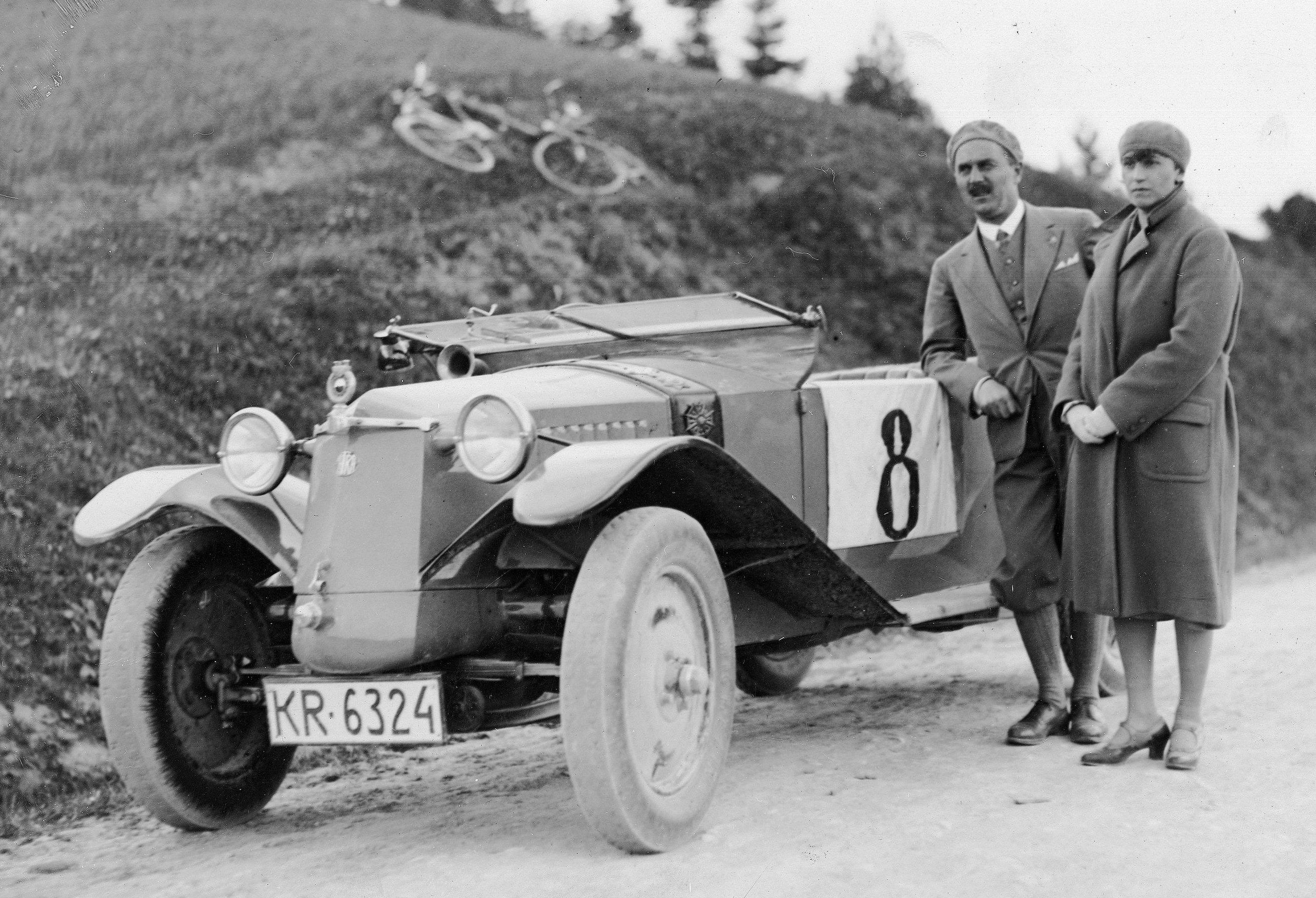
Samochód Tatra z krakowską rejestracją wzoru 1922 roku

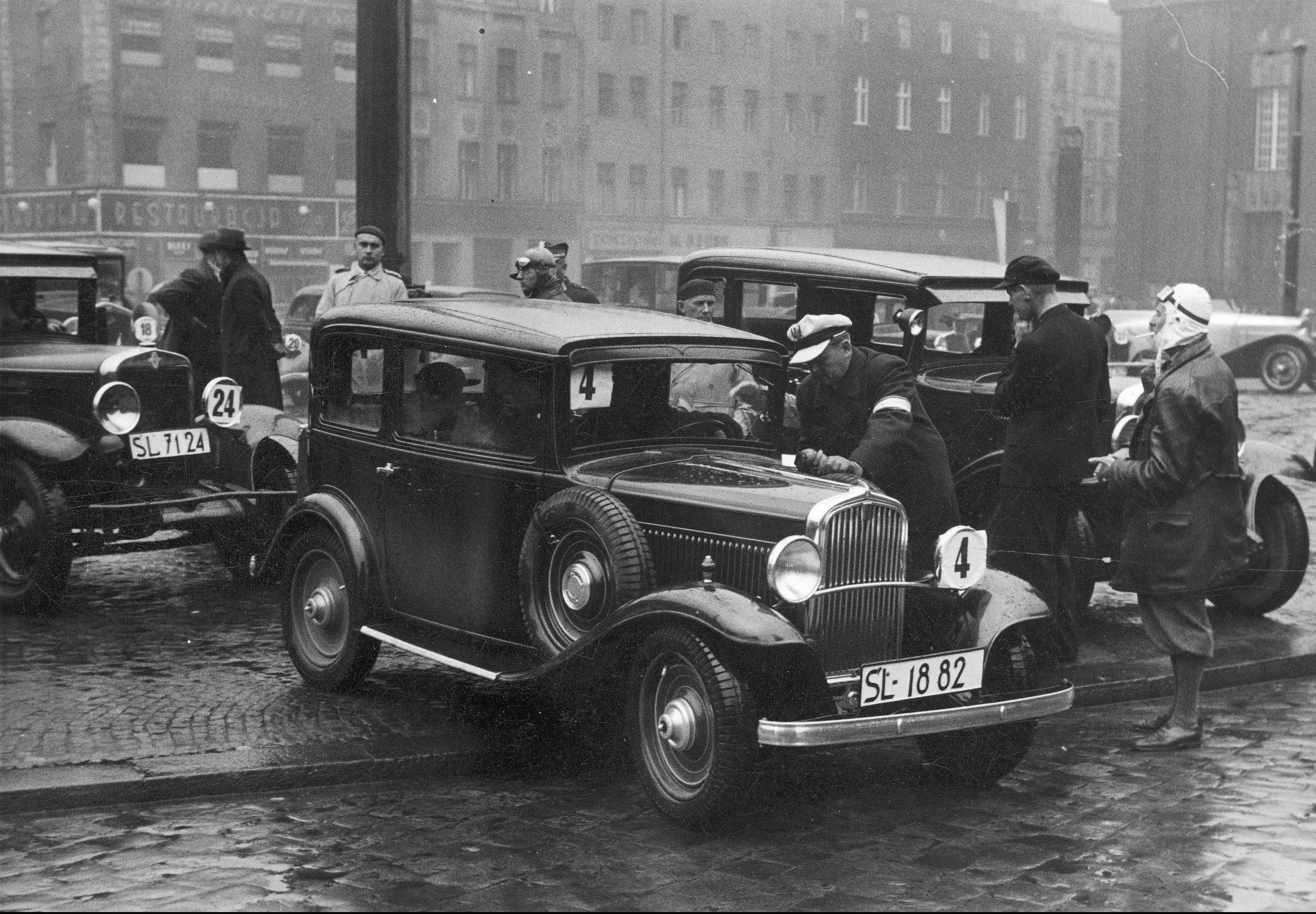
Samochody z rejestracją śląską z okresu 1922-1937

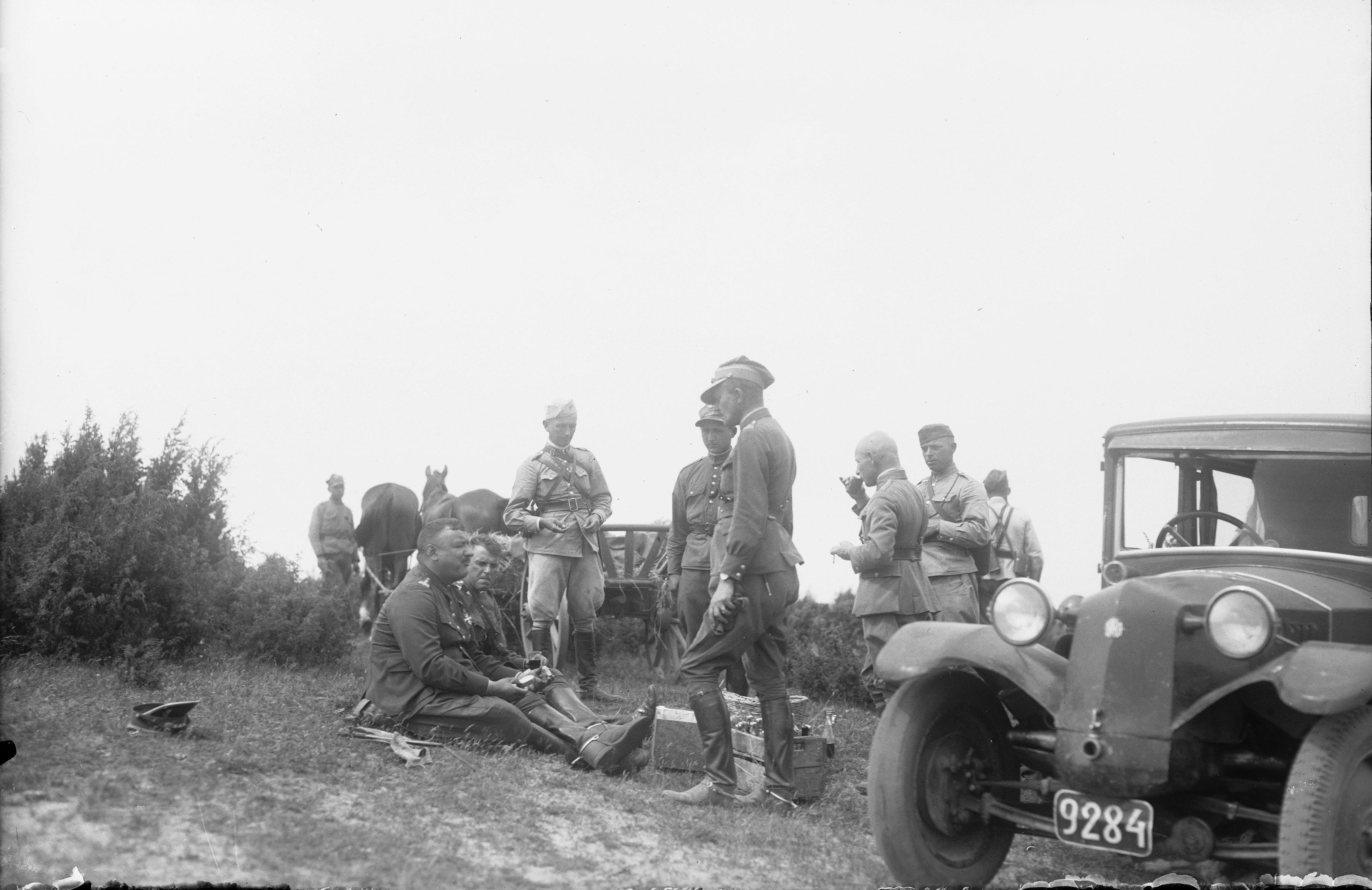
Samochód Tatra z rejestracją wojskową z okresu 1922-1937

6 lipca 1922 Minister Robót Publicznych oraz Minister Spraw Wewnętrznych wydali rozporządzenie wprowadzające pierwszy w Polsce system tablic rejestracyjnych w miejsce systemów państw zaborczych.
Tablice miały białe tło i czarną obwódkę oraz czerwone litery i czarne cyfry oddzielone na tablicach przednich czerwoną kreską. Z przodu pojazdu umieszczano zawsze tablicę jednorzędową o wymiarach 490×145 mm, a z tyłu zawsze dwurzędową o wymiarach 375×245 mm. Na motocyklach bez wózka tablicę w kształcie łuku (bez określonych wymiarów) umieszczano z przodu, równolegle do osi pojazdu. Na motocyklach z wózkiem umieszczano dodatkowo z tyłu tablicę dwurzędową o wymiarach tablicy samochodowej. Na ostatniej przyczepie (samochód mógł wówczas ciągnąć nieograniczoną liczbę przyczep) umieszczano tylną tablicę przeniesioną z pojazdu ciągnącego.
Do roku 1928 na samochodach tylną tablicę można było zastąpić tzw. tablicą świetlną, tj. namalowaną na ściance lampy i odpowiadającą wyglądem i wymiarami tylnej tablicy rejestracyjnej.
Litery były wyróżnikiem województwa. Wyróżnik województwa składał się z dwóch pierwszych spółgłosek jego nazwy (wyjątkiem były województwo wileńskie i miasto stołeczne Warszawa), przy czym dozwolone było stosowanie polskich znaków. Liczba cyfr w numerze nie była określona w rozporządzeniu (numer mógł mieć najwyżej 5 cyfr). Ponadto każde województwo miało przedział cyfrowy, w którym mogły być wydawane numery. W województwie śląskim, ze względu na jego autonomię, wydawano numery od 1 w górę, niezależnie od pozostałych województw.
Wyróżniki województw:
- W – miasto stołeczne Warszawa
- BŁ – województwo białostockie
- KL – województwo kieleckie
- KR – województwo krakowskie
- LB – województwo lubelskie
- LW – województwo lwowskie
- ŁD – województwo łódzkie
- NW – województwo nowogródzkie
- PL – województwo poleskie
- PM – województwo pomorskie
- PZ – województwo poznańskie
- ST – województwo stanisławowskie
- ŚL – województwo śląskie
- TR – województwo tarnopolskie
- WŁ – województwo wołyńskie
- WN – województwo wileńskie
- WR – województwo warszawskie

Zakresy liczbowe dla poszczególnych województw:
- 1–25 – w latach 1922–1925 woj. łódzkie, od 1925 roku – Kompania Zamkowa
- 1–1500 – łódzkie
- 1501–3000 – kieleckie
- 3001–4000 – lubelskie
- 4001–4500 – białostockie
- 4501–7000 – krakowskie
- 7001–9000 – lwowskie
- 9001–9200 – tarnopolskie
- 9201–9400 – stanisławowskie
- 9401–9600 – nowogródzkie
- 9601–9800 – poleskie
- 9801–10000 – wołyńskie
- 10001–12500 – poznańskie
- 12501–14000 – pomorskie
- 14001–14500 – wileńskie
- 14501–15500 – warszawskie
- 15501–20000 – miasto stołeczne Warszawa

## 1928–1937

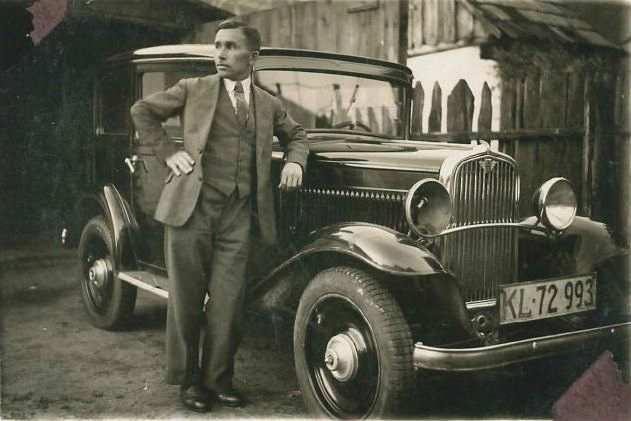
Polski Fiat 508 I z rejestracją z województwa kieleckiego wzoru z 1928 r.

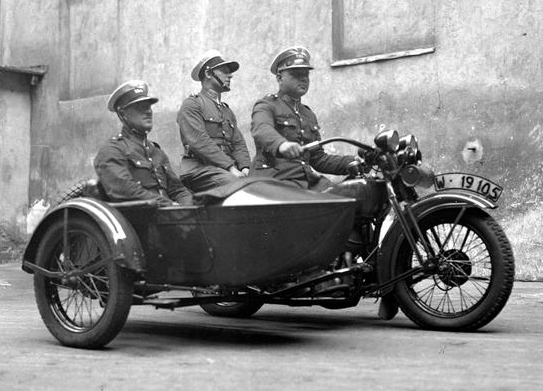
Tablica motocyklowa z Warszawy wzoru z 1928 r.

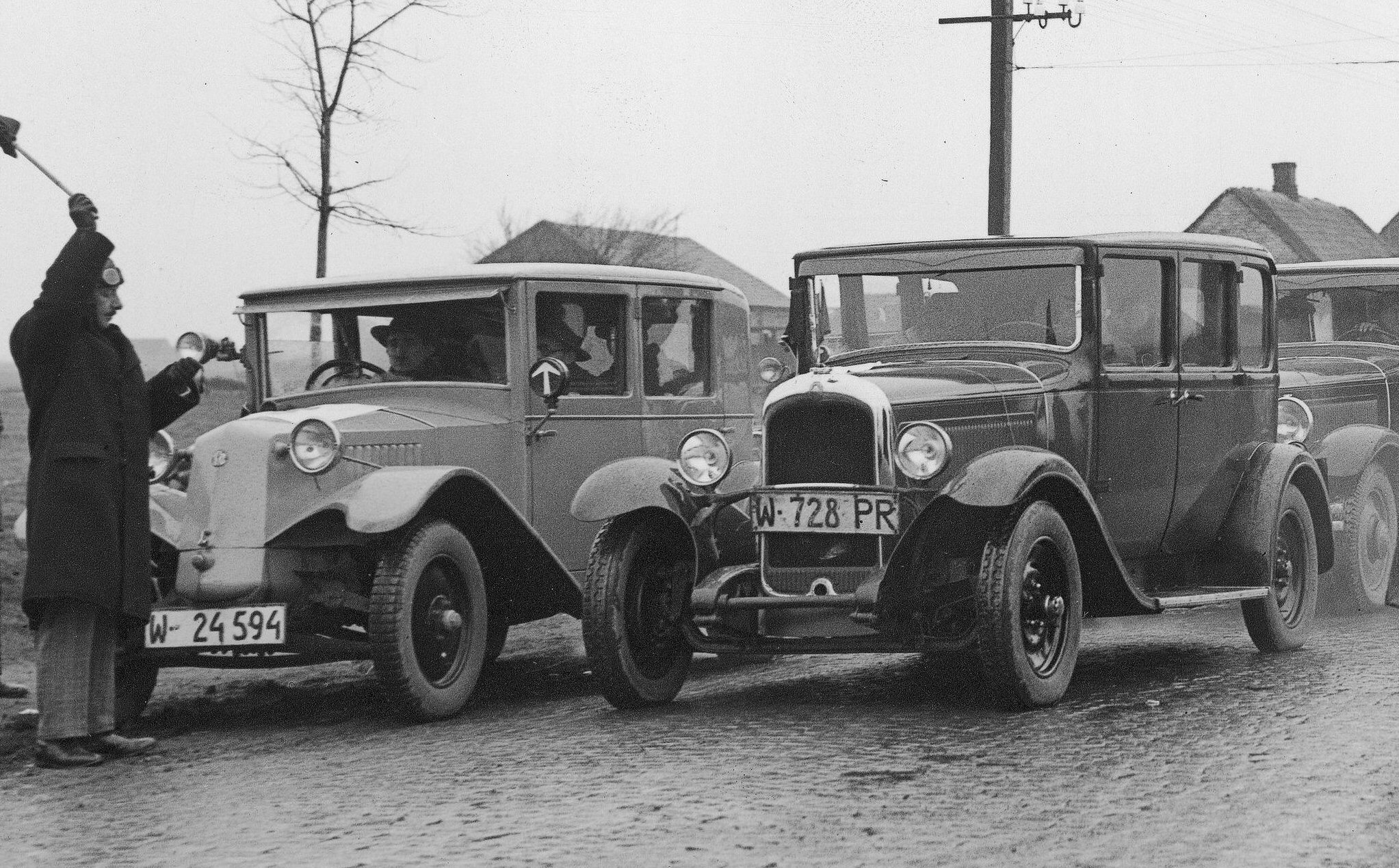
Samochody z rejestracją warszawską i próbną rejestracją warszawską wzoru z 1928 roku

Wydane 27 stycznia 1928 r. rozporządzenie ministerstw Robót Publicznych, Spraw Wewnętrznych i Spraw Wojskowych znowelizowało system. Zmieniono wymiary tablic samochodowych; tablica przednia miała teraz wymiary 555×145 mm, a tylna 440×245 mm. Wprowadzono tablicę tylną motocyklową o wymiarach 300×190 mm. Zniesiono tablicę świetlną.
15 stycznia 1933 r., na podstawie rozporządzenia ministerstw: Komunikacji, Spraw Wewnętrznych i Spraw Wojskowych wprowadzono numery ewidencyjne przyczep. Numer musiał być namalowany po lewej stronie przedniej części przyczepy ciemnoniebieską farbą na żółtym tle. Składał się z 2 liter oznaczających województwo, cyfr oraz liter WP oznaczających „wóz przyczepny”.
Dodatkowe zakresy liczbowe dla poszczególnych województw wprowadzone w 1929 r.:
- 20001–30000 – miasto stołeczne Warszawa
- 36001–37000 – tarnopolskie
- 37001–38000 – poleskie
- 38001–40000 – wileńskie
- 40001–50000 – poznańskie
- 50001–60000 – pomorskie
- 60001–62000 – stanisławowskie
- 62001–70000 – warszawskie
- 70001–71000 – wołyńskie
- 71001–74000 – kieleckie
- 74001–77000 – lubelskie
- 77001–79000 – białostockie
- 79001–80000 – nowogródzkie
- 80001–90000 – łódzkie
- 90001–95000 – lwowskie
- 95001–99000 – krakowskie

Inne typy tablic
- Tablice próbne w latach 1922–1928 nie miały wyróżnika województwa; miały 1–3 cyfry i litery PR. Istniał też drugi zasób: litery PR i 1–3 cyfry. Numery przydzielano osobno w każdym województwie. Od 1928 roku numer próbny składał się z dwuliterowego wyróżnika województwa, 1–3 cyfr i liter PR.
- Tablice Kolumny Zamkowej, czyli Kancelarii Prezydenta, wprowadzono w 1925 roku. Numer składał się z liter WZK i liczby w przedziale od 1 do 25. Na tablicach jednorzędowych pomiędzy literami a cyframi znajdowała się czerwona pozioma kreska.
- Tablice wojskowe miały czarne tło i białe znaki. Numer składał się z 4 cyfr. Na samochodach i motocyklach wojskowych umieszczano z przodu i z tyłu dwie tablice jednorzędowe. Numer mógł być też namalowany z przodu i z tyłu bezpośrednio na pojeździe.

## 1937–1939 (1944)

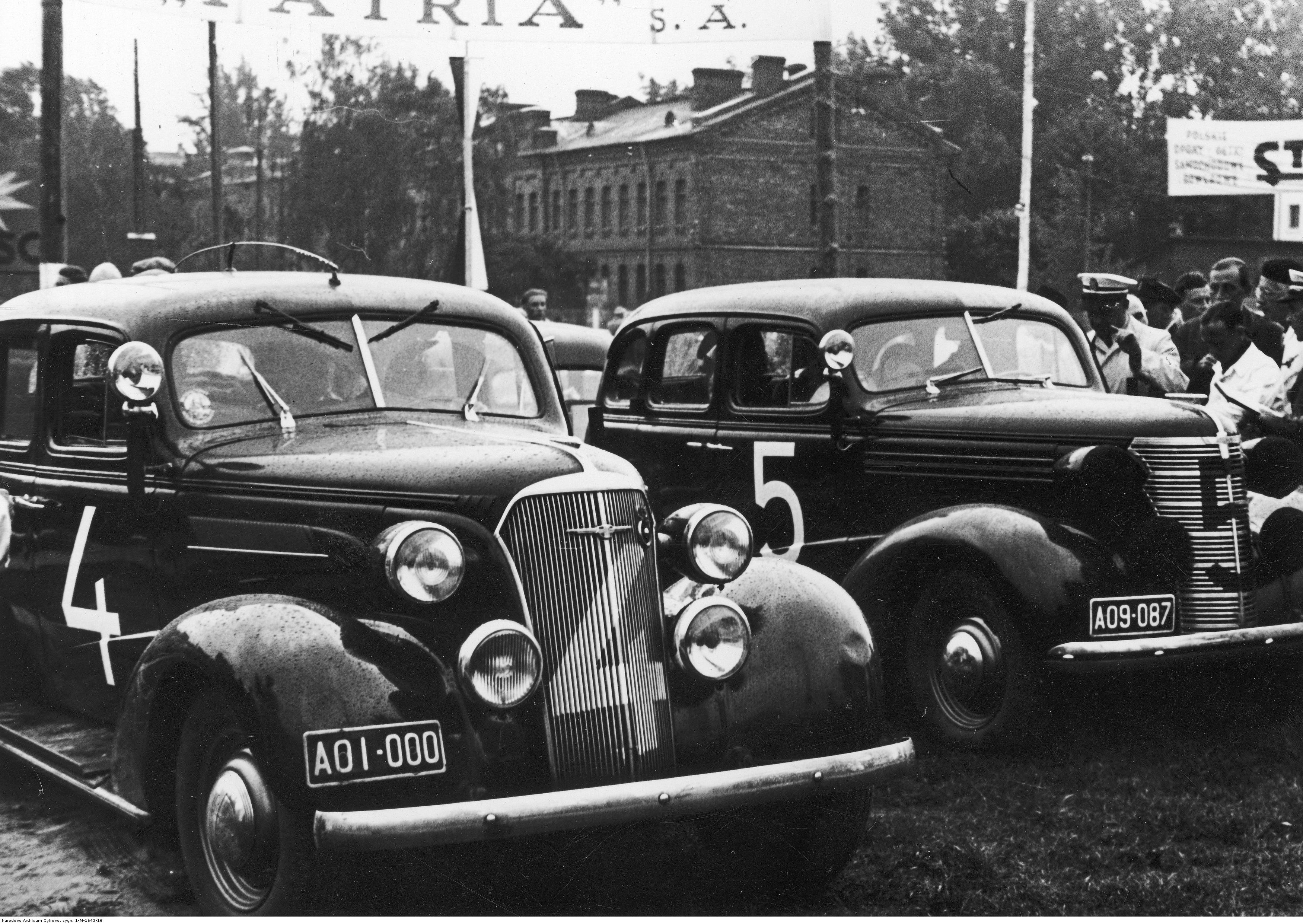
Samochody Chevrolet z tablicami wzoru z 1937 roku. Tablice A01-000 nosiły kolejne samochody Witolda Rychtera.

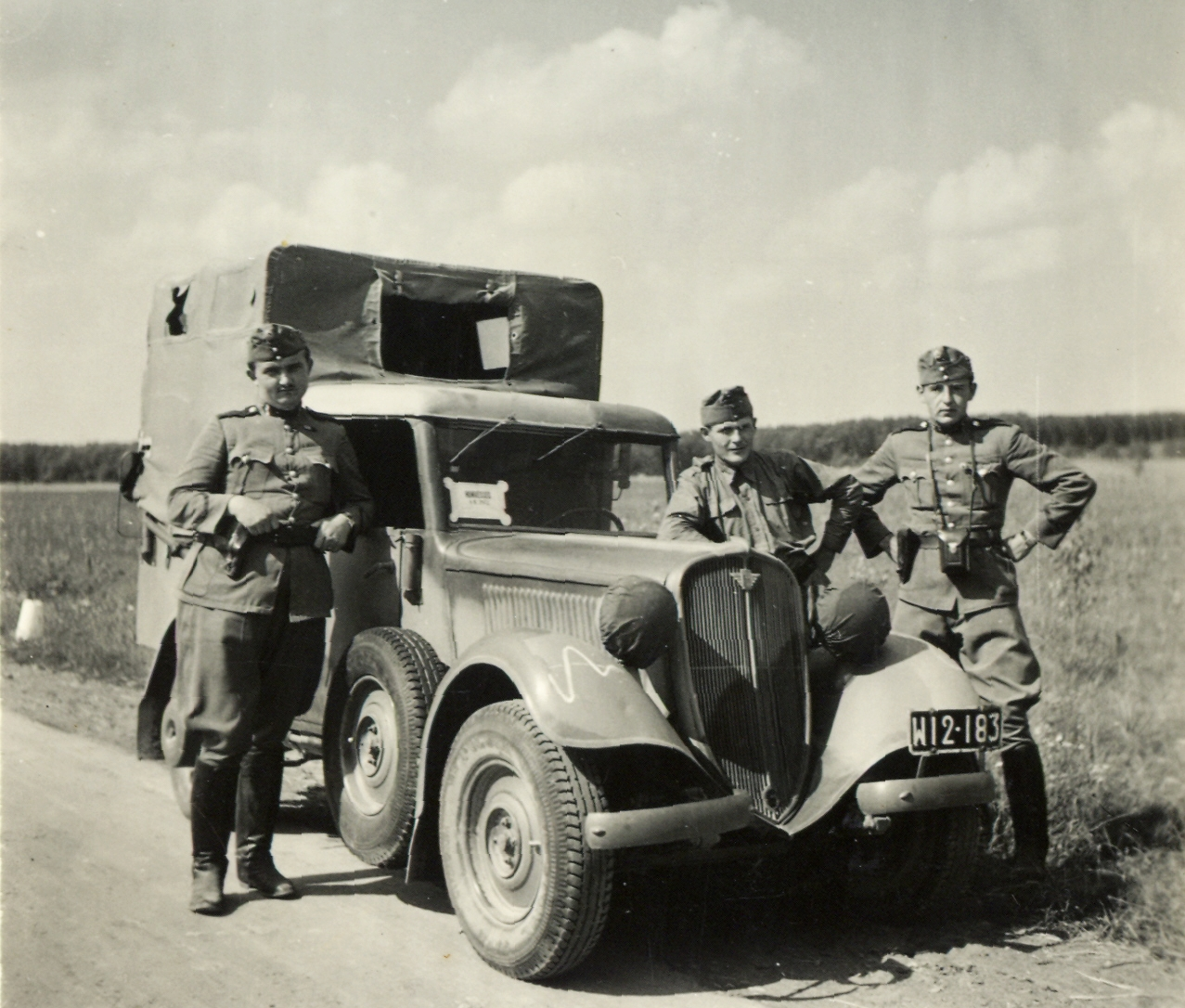
Tablica wojskowa wzoru z 1937 roku

Rozporządzeniem z 20 października 1936 roku zmieniono od 1 lutego 1937 roku system tablic rejestracyjnych w Polsce. Dopiero jednak 19 lutego 1937 roku ogłoszono zarządzenie Ministra Komunikacji z 26 stycznia 1937 roku w sprawie znakowania pojazdów mechanicznych, wprowadzające nowy system tablic rejestracyjnych. Składały się z 6 białych znaków (1 litera + 5 cyfr) umieszczonych dla samochodów na czarnej tablicy o wymiarach 350×125 mm, z zaokrąglonymi kątami. Tło było czarne, a litery, cyfry i obrzeża tłoczone koloru białego. Dla motocykli z przodu była tablica w kształcie łuku 260 na 65 mm z malowanymi znakami, z tyłu tablica dwurzędowa motocyklowa o wym. 170 na 170 mm. Pojazdy mechaniczne dopuszczone dotychczas do ruchu powinny być zaopatrzone w tablice nowego wzoru do 1 września 1937 roku, przy czym do tej daty były one wymieniane bezpłatnie.
Oznaczenia te przetrwały w praktyce w zasadzie jedynie do wybuchu wojny we wrześniu 1939. Po wybuchu II wojny światowej część ówczesnych samochodów i motocykli albo została skonfiskowana przez Wojsko Polskie (częstokroć wraz z ewakuowanym wojskiem znalazła się na Węgrzech lub w Rumunii) lub przez okupantów, albo uległa zniszczeniu w zawierusze wojennej.
Litera oznaczała przeznaczenie pojazdu:
- T – taksówki (wg zarządzenia „dorożki samochodowe”)[4]
- A, B, C, D, E, H, K, L, X, Y, Z – pozostałe[4]
- M, N, P, R, S, U – motocykle[4]
- W – wojskowe

Dwie pierwsze cyfry oznaczały województwo, dalej były trzy cyfry od 000 do 999, oddzielone dywizem.
Wyróżniki województw w latach 1937–1944 (w praktyce do września 1939):
- 00–19 – miasto stołeczne Warszawa
- 20–24 – białostockie
- 25–29 – kieleckie
- 30–34 – krakowskie
- 35–39 – lubelskie
- 40–44 – lwowskie
- 45–49 – łódzkie
- 50–54 – nowogródzkie
- 55–59 – poleskie
- 60–64 – pomorskie
- 65–69 – poznańskie
- 70–74 – stanisławowskie
- 75–79 – śląskie
- 80–84 – tarnopolskie
- 85–89 – warszawskie
- 90–94 – wileńskie
- 95–99 – wołyńskie

Inne typy tablic
- Tablice próbne w latach 1937–1944 miały 3 litery i 3 cyfry. Pierwsza litera oznaczała przeznaczenie pojazdu (kody takie same jak na tablicach zwyczajnych), następne były zawsze PR. Dwie pierwsze cyfry były wyróżnikiem województwa.
- Tablice Kolumny Zamkowej (Kancelarii Prezydenta) miały litery AZK i 3 cyfry (od 100 do 999)[4].
- Nowy wzór tablic wojskowych, zgodnych z tablicami cywilnymi, wprowadzono w 1938 roku. Miały literę W i 5 cyfr. Na wojskowych samochodach umieszczano dwie jednorzędowe tablice samochodowe, natomiast na motocyklach – dwie motocyklowe (przednią w kształcie łuku i tylną dwurzędową). Na pojazdach pancernych tablice rejestracyjne przewożono wewnątrz.

## II wojna światowa
1 września 1939 rozpoczęła się II wojna światowa. Po zakończeniu kampanii wrześniowej tereny II RP rozparcelowano głównie pomiędzy zaborców – Niemcy i ZSRR, a także inne kraje.
Bezpośrednio do Niemiec włączono województwa śląskie, pomorskie, poznańskie oraz zachodnie fragmenty woj. kieleckiego (tj. Zagłębie Dąbrowskie i okolice), zachodnie fragmenty woj. krakowskiego, część woj. łódzkiego z Łodzią, północno-zachodnią część woj. warszawskiego oraz Suwałki z woj. białostockiego. Po ataku Niemiec na ZSRR do III Rzeszy przyłączono także dawne woj. białostockie.
Tablice składały się z wyróżnika i następującego po nim ciągu cyfr arabskich. Miały tło białe, znaki i obramowanie czarne.
- DW – Gdańsk-Prusy Zachodnie (Danzig Westpreußen)
- P – Poznań (Posen)/Kraj Warty (Wartheland)
- I C – Prusy Wschodnie (Ostpreußen), od 1942 także Bezirk Bialystok
- I K – Śląsk (Schlesien)

Z terenów województw lubelskiego, warszawskiego (bez północno-zachodniej części), kieleckiego (bez zachodnich fragmentów), krakowskiego (bez zachodnich fragmentów), wschodniej części łódzkiego, zachodniej części lwowskiego z Rzeszowem, Tarnobrzegiem, lewobrzeżnym Przemyślem utworzono Generalne Gubernatorstwo – twór administracyjny będący pod okupacją Niemiec, gdzie zachowano namiastki polskich przepisów i instytucji. Teren GG podzielono na cztery dystrykty (warszawski, krakowski, lubelski i radomski). Po ataku Niemiec na ZSRR 1 sierpnia 1941 utworzono dystrykt galicyjski z siedzibą we Lwowie.
Na terenie tzw. Generalnego Gubernatorstwa wprowadzono od lutego 1940 tablice odpowiadające wymiarami, barwami, wzorem i krojem czcionki tablicom niemieckim. Stosowane były dla samochodów (w tym nielicznych traktorów) i motocykli. Miały tło białe, znaki i obramowanie czarne.
- od lutego 1940 do 31 grudnia 1942 r.: litery Ost + cyfry (4, 5 lub 6 cyfr); pierwsza cyfra oznaczająca dystrykt. Jedynie pojazdy należące do rządu GG miały od 1 do 3 cyfr.
- od 1 stycznia 1943 do lata 1944/stycznia 1945 r., tj. do końca okupacji niemieckiej: rzymska cyfra od I do V oznaczająca dystrykt, litery Ost + cyfry (4, 5, lub 6 cyfr). Jedynie pojazdy należące do rządu GG miały od 1 do 3 cyfr.

W czasie wojny na terenach okupacji niemieckiej (w tym w Generalnym Gubernatorstwie) każdy samochód i motocykl dopuszczony do ruchu przez Niemców musiał mieć na rejestracji przybite czerwone V.
Do ZSRR przyłączono tereny województw stanisławowskiego, tarnopolskiego, wołyńskiego, poleskiego, nowogródzkiego, wileńskiego (bez Wilna) i okolic, białostockiego (bez Suwałk), wschodnią część woj. lwowskiego ze Lwowem i prawobrzeżnym Przemyślem. 21 lipca 1940 do ZSRR włączono także Wileńszczyznę jako część Litewskiej SRR. Po ataku Niemiec na ZSRR w 1941 tereny te znalazły się pod okupacją niemiecką. W 1944 ponownie zostały zajęte przez Armię Czerwoną, natomiast 16 sierpnia 1945 większa część tych ziem (bez większości województwa białostockiego i części województw poleskiego i lwowskiego) została włączona w skład ZSRR.
Tablice składały się z wyróżnika składającego się z dwóch liter i dwóch par cyfr oddzielonych myślnikiem. Miały tło czarne, znaki białe.
Do Litwy przyłączono Wilno i okolice. 21 sierpnia 1940 Wilno, jak i cała Litwa, zostało włączone do ZSRR jako Litewska SRR.
Tablice składały się z wyróżnika i ciągu cyfr. Tablice miały postać czarnych znaków na białym tle.
Do Słowacji przyłączono skrawki Podhala, Spiszu i Orawy.
Tablice były w prostej linii kontynuacją tablic czechosłowackich. W ich skład wchodziła litera S jako wyróżnik Słowacji i 5-cyfrowy numer. Tablice miały postać białych znaków na czarnym tle.
Dnia 22 czerwca 1941 Niemcy dokonały ataku na ZSRR, w wyniku czego wschodnia część II RP znalazła się pod okupacją niemiecką. Województwo białostockie zostało bezpośrednio anektowane w skład III Rzeszy jako Bezirk Bialystok, wschodnią część woj. lwowskiego oraz woj. stanisławowskie i tarnopolskie włączono do GG jako dystrykt galicyjski, województwa wołyńskie i poleskie stały się częścią Komisariatu Rzeszy Ukraina, a województwa wileńskie, nowogródzkie i poleskie stały się częścią Komisariatu Rzeszy Wschód.

## 1944–1946

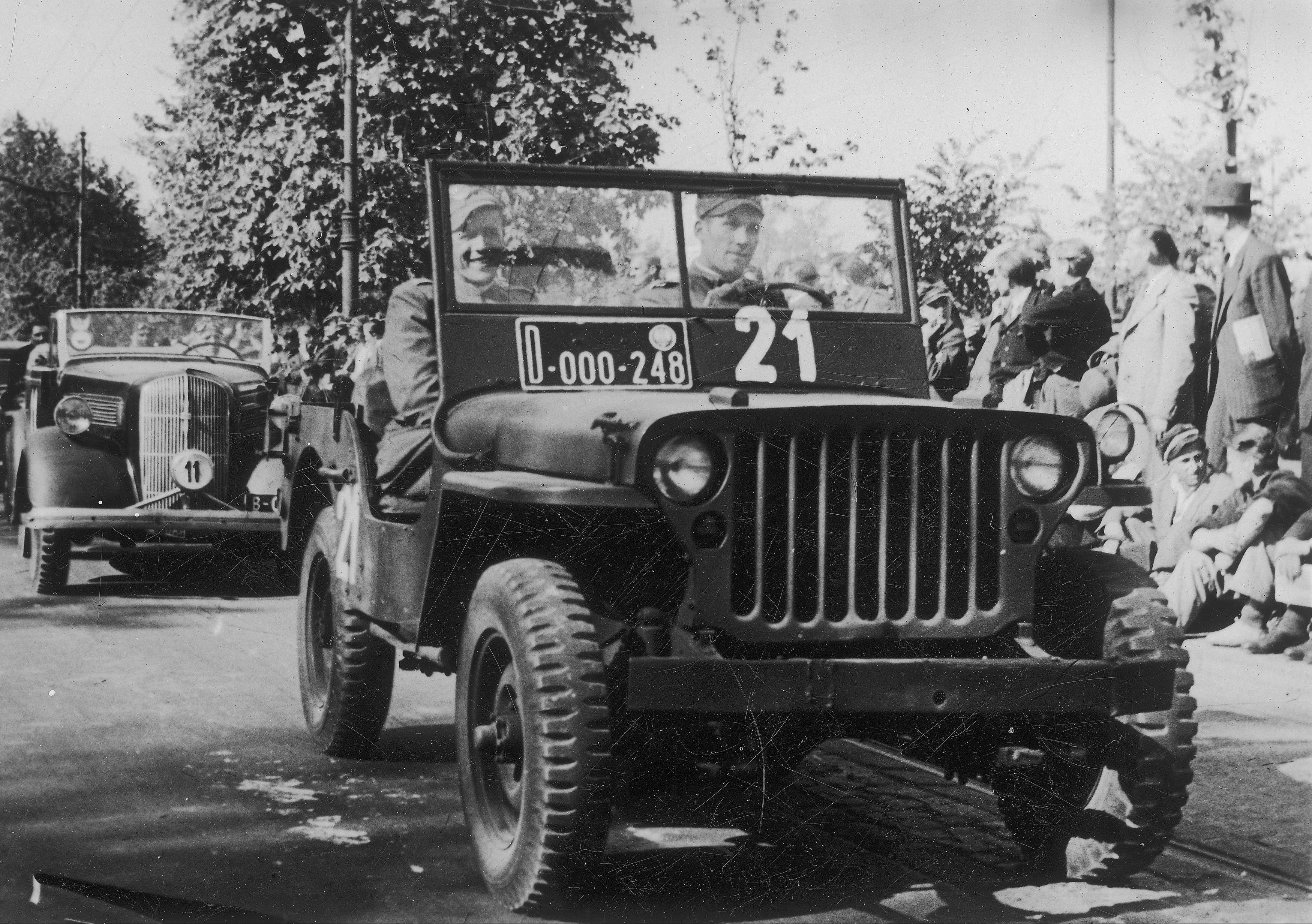
Willys z rejestracją tużpowojenną

Jeszcze przed zakończeniem II wojny światowej wprowadzono pierwsze powojenne polskie tablice rejestracyjne. Zmodyfikowano system z roku 1937. 11 września 1944 Kierownik Resortu Komunikacji, Poczt i Telegrafów wydał Zarządzenie w sprawie znakowania pojazdów mechanicznych i sposobu wykonania tablic rejestracyjnych.
Zasady tworzenia numeru były prostą transformacją ustaleń z roku 1937: tablice z 1944 roku składały się z 1 litery i 6 cyfr (w odróżnieniu od tablic z 1937 r., które miały 5 cyfr – wojnę i okupację przetrwały ukryte przed okupantami pojazdy z polskimi przedwojennymi tablicami rejestracyjnymi) w kolorze białym na czarnym tle. Dziesięciu województwom i m. st. Warszawie przydzielono określone wyróżniki (tyle że trzycyfrowe), pozostawiając niezmienione kody przeznaczenia pojazdu.  Z uwagi na nieuregulowaną jeszcze sprawę zachodniej granicy Polski poniższy rozdzielnik numerów nie obejmował tzw. Ziem Odzyskanych.
Wyróżniki województw od roku 1944:
- 001–029 – miasto stołeczne Warszawa
- 030–034 – woj. białostockie
- 035–044 – woj. kieleckie
- 045–054 – woj. krakowskie
- 055–064 – woj. lubelskie
- 065–074 – woj. lwowskie z siedzibą w Rzeszowie (od 18 sierpnia 1945 – woj. rzeszowskie)
- 075–084 – woj. łódzkie
- 085–094 – woj. pomorskie
- 095–104 – woj. poznańskie
- 105–124 – woj. śląskie
- 125–144 – woj. warszawskie

Inne typy tablic
- Tablice próbne od roku 1944 miały 3 litery i 3 lub 4 cyfry. Pierwsza litera oznaczała przeznaczenie pojazdu (kody takie same jak na tablicach zwyczajnych), następne były zawsze PR. Wyróżniki województw były takie same jak na tablicach zwyczajnych, z tym, że województwa, których wyróżniki zaczynały się na 0, miały dwucyfrowe wyróżniki – bez zera na początku.
- Tablice Kolumny Zamkowej (Kancelarii Prezydenta) miały litery AZK i 3 cyfry (od 100 do 999).
- Tablice wojskowe od roku 1944 miały literę W, cyfry rzymskie i 3 cyfry arabskie[potrzebny przypis]. Na wojskowych samochodach umieszczano dwie jednorzędowe tablice samochodowe, natomiast na motocyklach – dwie motocyklowe (przednią w kształcie łuku i tylną dwurzędową).

## 1946
W kwietniu 1946 różnymi okólnikami wydano kolejne regulacje dot. tablic. Opublikowane one zostały w organie Automobilklubu Polskiego „Motoryzacja”. Centralny Zarząd Motoryzacji był instytucją powołaną wewnątrz Ministerstwa komunikacji i regulował tuż po wojnie sprawy motoryzacji, a rejestracje pojazdów w latach 1945–1946 prowadziły na szczeblu województw Okręgowe Urzędy Samochodowe, które mogły powierzając sprawy rejestracji pojazdów Rejonowym Urzędom Samochodowy istniejącym na szczeblu powiatów. Ówczesne przepisy dopuszczały do chwili kiedy będą produkowane tablice tłoczone samodzielne wykonanie przez właściciela pojazdu tablicy rejestracyjnej z nadanym numerem.

### Tablice zwykłe
Regulował je okólnik nr 69 z 3 kwietnia 1946 r. opublikowany w organie Automobilklubu Polskiego
„Motoryzacja” nr ???
Barwy:
Tablice zwykłe miały tło czarne, znaki białe
Wymiary:
jak tablice z lat 1937 i 1944
Budowa: jedna litera + pięć cyfr z czego dwie pierwsze oznaczały województwo – szczegóły patrz wyróżniki
Wyróżniki województw były określane wyróżnikiem cyfrowym
Znaczenie liter (rodzaje pojazdów):
A, B – samochody osobowe, dostawcze, jeepy niebędące taksówkami
C – samochody ciężarowe, autobusy
M, N – motocykle
T – taksówki
Uwagi:
- Dla pojazdów dyplomatycznych państw obcych zarezerwowano przedział 00001–00999 przeznaczony dla m. Warszawy, dzieląc go na poszczególne państwa (regulował tę materię okólnik Nr 68 opublikowany w organie Automobilklubu Polskiego „Motoryzacja” nr 1/1946) (szczegóły patrz wyróżniki).
- Zdarzały się w praktyce tablice zwykłe samochodowe o białym tle i czarnych znakach.
- Zdarzały się w praktyce tablice tylne zwykłe samochodowe w formie dwurzędowej o ściętych rogach oraz tablice motocyklowe tylne o ściętych rogach.

Wyróżniki na tablicach z kwietnia 1946 r.
Literowe oznaczenia pojazdów:
- A, B – samochody osobowe, dostawcze, jeepy niebędące taksówkami
- C – samochody ciężarowe, autobusy
- M, N – motocykle
- T – taksówki

Wyróżniki województw:
Rozdzielnik cyfrowy:
- 00001–09999 – m. Warszawa i woj. warszawskie (najprawdopodobniej podział 00001–04999 – m. Warszawa, 05000–09999 – woj. warszawskie)
- 10000–14999 – woj. białostockie
- 15000–19999 – woj. gdańskie
- 20000–24999 – woj. kieleckie
- 25000–29999 – woj. krakowskie
- 30000–34999 – woj. lubelskie
- 35000–44999 – woj. łódzkie
- 45000–49999 – patrz poniżej
- 50000–54999 – woj. pomorskie z/s w Bydgoszczy
- 55000–59999 – woj. poznańskie
- 60000–64999 – woj. rzeszowskie
- 65000–74999 – woj. śląsko-dąbrowskie z/s w Katowicach
- 75000–79999 – woj. dolnośląskie z/s we Wrocławiu
- 80000–84999 – woj. zachodniopomorskie z/s w Koszalinie
- 85000–89999 – woj. mazurskie z/s w Olsztynie

Wyróżniano też numery specjalne dla niektórych instytucji:
- 45000–49999 – Okręgowy Urząd Samochodowy w Warszawie
- 90000–94999 – Okręgowy Urząd Samochodowy w Łodzi
- 95000–99999 – Centralny Komitet Odbudowy w Gdyni

Uwaga: dla pojazdów dyplomatycznych państw obcych zarezerwowano przedział 00001–00999 przeznaczony dla m. Warszawy, dzieląc go na (kwestię tę regulował okólnik nr 68 opublikowany w organie Centralnego Zarządu Motoryzacji „Motoryzacja” nr 1/1946):
- 00001–00299 – samochody i motocykle osobowe członków ciała dyplomatycznego w Warszawie opatrzone dodatkowo owalną tablicą C.D. z przodu i z tyłu pojazdu,
- 00300–00399 – samochody i motocykle osobowe ciała konsularnego w Warszawie opatrzone dodatkowo owalną tablicą C.C. z przodu i z tyłu pojazdu,
- 00400–00799 – samochody i motocykle osobowe cudzoziemców, którzy są urzędnikami obcych przedstawicielstw dyplomatycznych lub konsularnych oraz samochody ciężarowe obcych przedstawicielstw dyplomatycznych lub konsularnych z tym, że te ostatnie musiały być zaopatrzone z boku w tabliczkę z nazwą przedstawicielstwa, do którego należą,
- 00800–00999 – pozostawiono do dalszych zarządzeń dla poj. dyplomatycznych.

### Inne typy tablic
TABLICE PRÓBNE:
Regulowały je okólniki nr 59 (tablice próbne, próbne „warsztatowe” z literą W) oraz nr 62 (tablice próbne „handlowe” z literą S) opublikowane w organie Automobilklubu Polskiego „Motoryzacja” nr 1/1946.
Barwy:
Miały tło czarne, znaki żółte,
Wymiary:
jak tablice z lat 1937 i 1944
Budowa: litery PR + cztery cyfry, z czego dwie pierwsze oznaczały województwo + ewentualnie 1 litera (S lub W)
Rozdzielnik cyfrowy przeznaczony dla pojazdów udających się do i z przeglądu technicznego, rejestracji:
- 0501–0799 – m. Warszawa
- 0900–0999 – woj. warszawskie
- 1000–1099 – woj. białostockie
- 1500–1699 – woj. gdańskie
- 2000–2199 – woj. kieleckie
- 2500–2699 – woj. krakowskie
- 3000–3099 – woj. lubelskie
- 3500–3799 – woj. łódzkie
- 5000–5199 – woj. pomorskie z/s w Bydgoszczy
- 5500–5699 – woj. poznańskie
- 6000–6099 – woj. rzeszowskie
- 6500–6799 – woj. śląsko-dąbrowskie z/s w Katowicach
- 7500–7699 – woj. dolnośląskie z/s we Wrocławiu
- 8000–8199 – woj. zachodniopomorskie z/s w Koszalinie
- 8500–8599 – woj. mazurskie z/s w Olsztynie

Numery próbne przeznaczone dla pojazdów wydane wskutek ważnych interesów państwowych:
- 0001–0399 – m. Warszawa

TABLICE PRÓBNE SPECJALNE: wydawane dla przedsiębiorstw i warsztatów trudniących się zbytem i naprawą pojazdów
Rozdzielnik cyfrowy pomiędzy te przedsiębiorstwa i warsztaty:
– dla celów przeprowadzenia pojazdów przeznaczonych do sprzedaży do miejsca zbytu (PR + 4 cyfry + S):
- PR 0461S–0499S

– dla Punktów Zbytu i Składnic Okręgowych Urzędów Samochodowych:
- PR 0400S – PR 0404S – Warszawa I
- PR 0405S – PR 0407S – Warszawa II
- PR 0408S – PR 0410S – Warszawa III
- PR 0411S – PR 0412S – Białystok
- PR 0413S – Gdańsk-Oliwa
- PR 0414S – PR 0417S – Kielce „Autokomers”
- PR 0418S – PR 0419S – Częstochowa
- PR 0424S – PR 0427S – Kraków
- PR 0428S – PR 0429S – Lublin
- PR 0430S – PR 0439S – Łódź C. Z. Mot.
- PR 0440S – PR 0442S – Łódź II
- PR 0443S – Olsztyn
- PR 0445S – Toruń
- PR 0446S – Inowrocław P.W. Sam.
- PR 0447S – PR 0450S – Poznań Fabryka „Zagórski”
- PR 0451S – PR 0452S – Poznań „Fabryka Jabłoński”
- PR 0454S – Rzeszów
- PR 0455S – Wrocław „Automotor”
- PR 0456S – Jelenia Góra
- PR 0457S – Koszalin
- PR 0458S – PR 0460S – Składnica Tranzytowa Bydgoszcz PKS

– na okres maks. 1 miesiąca dla Państwowych Zakładów Samochodowych (trudniącymi się naprawami pojazdów) (PR + 4 cyfry + W):
- 9001W–9049W – m. Warszawa
- 9050W–9074W – woj. warszawskie
- 9075W–9099W – woj. białostockie
- 9100W–9124W – woj. gdańskie
- 9125W–9149W – woj. kieleckie
- 9150W–9199W – woj. krakowskie
- 9200W–9224W – woj. lubelskie
- 9225W–9274W – woj. łódzkie
- 9275W–9299W – woj. pomorskie z/s w Bydgoszczy
- 9300W–9324W – woj. poznańskie
- 9325W–9349W – woj. rzeszowskie
- 9350W–9399W – woj. Śląsko-Dąbrowskie z/s w Katowicach
- 9400W–9449W – woj. Dolnośląskie z/s we Wrocławiu
- 9450W–9474W – woj. Zachodniopomorskie z/s w Koszalinie
- 9475W–9499W – woj. Mazurskie z/s w Olsztynie

POJAZDY MILICYJNE otrzymywały rejestracje jak pojazdy cywilne.
TABLICE WOJSKOWE (tak jak tablice wojskowe 1944):
Barwy: Tło czarne; obramówka, litery, cyfry białe tłoczone.
Budowa: Litera W (oznaczająca wojsko), rzymska cyfra w przedziale od I do III, 3 cyfry arabskie.

## 1946–1956

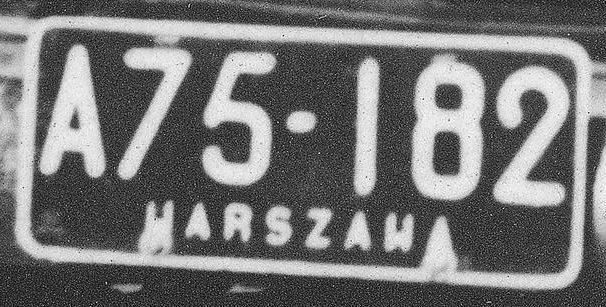
Tablica warszawska wzoru 1946-1956

25 listopada 1946 Minister Komunikacji w porozumieniu z Ministrem Administracji Ziem Odzyskanych wydał Zarządzenie w sprawie znaków rejestracyjnych pojazdów mechanicznych wprowadzające nowy system rejestracji pojazdów. Wzorowany był on na systemie z 1937 r.
Tablice posiadały niezmienioną kolorystykę, były jednak nieco większe od poprzednich (tablice samochodowe mierzyły 350×140 mm). Na wszystkich tablicach, oprócz przednich motocyklowych i pojazdów PKS-u, na dole znajdowała się pełna nazwa stolicy województwa, w którym pojazd był zarejestrowany.
Litera oznaczała przeznaczenie pojazdu:
W latach 1946–1950:
- A, B, C, D, E, G – państwowe niezarobkowe
- T, U, X, Z – zarobkowe (wszystkie)
- H, K, L, M, N – pozostałe pojazdy
- ?PR – tablice próbne

Od roku 1950:
- A, B, C, E – państwowe niezarobkowe
- P, S – spółdzielni i partii nie przeznaczone do użytku publicznego
- H, L – prywatne nie przeznaczone do użytku publicznego
- T, X – do zarobkowego przewozu osób i przedmiotów (oprócz PKS-u)
- PKS – PKS
- PR – tablice próbne

Dwie pierwsze cyfry były wyróżnikiem województwa. Oddzielne wyróżniki miały Łódź i Warszawa.
Wyróżniki województw w latach 1946–1950:
- 00–04 – białostockie
- 05–09 – gdańskie
- 10–14 – kieleckie
- 15–19 – krakowskie
- 20–24 – lubelskie
- 25–29 – miasto Łódź
- 30–34 – łódzkie
- 35–39 – olsztyńskie
- 40–44 – pomorskie
- 45–54 – poznańskie
- 55–59 – rzeszowskie
- 60–69 – śląskie
- 70–74 – szczecińskie
- 75–84 – miasto stołeczne Warszawa
- 85–89 – warszawskie
- 90–99 – wrocławskie

W 1950 roku utworzono województwa zielonogórskie, koszalińskie i opolskie, zwiększając tym samym liczbę województw do 17 i przydzielono im wyróżniki.
Przemianowano również województwo pomorskie na województwo bydgoskie i województwo śląskie na województwo katowickie.
Wyróżniki województw od roku 1950 (po nowym podziale administracyjnym):
- 00–04 – białostockie
- 05–09 – gdańskie
- 10–14 – kieleckie
- 15–19 – krakowskie
- 20–24 – lubelskie
- 25–29 – miasto Łódź
- 30–34 – łódzkie
- 35–39 – olsztyńskie
- 40–44 – bydgoskie
- 45–51 – poznańskie
- 52–54 – zielonogórskie
- 55–59 – rzeszowskie
- 60–69 – katowickie
- 70–72 – szczecińskie
- 73–74 – koszalińskie
- 75–84 – miasto stołeczne Warszawa
- 85–89 – warszawskie
- 90–96 – wrocławskie
- 97–99 – opolskie

Tablice motocyklowe przednie (w kształcie łuku) miały wymiary 260×70 mm (większy promień 520 mm), a motocyklowe tylne – 170×170 mm.
W latach 1946–1950 na tablicach motocyklowych stosowano układ 1 litera + 4 cyfry. Litera oznaczała przeznaczenie pojazdu (kody takie jak na tablicach samochodowych), a dwie pierwsze cyfry były wyróżnikiem województwa.
W latach 1950–1956 na tablicach motocyklowych stosowano układ 2 litery + 4 cyfry. Dwie pierwsze cyfry stanowiły wyróżnik województwa. Litery były tylko częścią wyróżnika pojazdu, nie oznaczały już przeznaczenia motocykla. Dopuszczone były następujące pary liter: EG, EJ, EL, EM, EN, EP, ER, ES, ET, EW, EZ, GE, GJ, GL, GM, GN, GR, GS, GT, GW, GZ, JL, JM, JN, JP, JS, JT, JW, JZ, LM, LN, LP, LR, LS, LW, LZ, MN, MP, MR, MS, MT, MW, NP, NR, NS, NT, NW, PS, PT, PW, RS, RT i RW. W praktyce jednak tłoczono I zamiast J. Pod numerem na tylnej tablicy widniała nazwa stolicy województwa.
Tablice dla przyczep miały 5 cyfr. Tak jak na tablicach samochodowych i motocyklowych, dwie pierwsze cyfry były wyróżnikiem województwa.
Inne typy tablic
- Tablice próbne w latach 1946–1950 miały czarne tło, żółte znaki i obwódkę. Od 1950 roku miały one inny wygląd: białe tło, czerwone znaki i obwódkę. W latach 1946–1950 pierwsza litera oznaczała zastosowanie pojazdu (kody te same jak na tablicach zwyczajnych), następne były zawsze PR. Dwie pierwsze cyfry były wyróżnikiem województwa. Od 1950 roku pierwsza litera mogła być A, B, C, H lub X, następne były zawsze PR. Na tablicach motocyklowych stosowano układ litery PR + 3 cyfry lub litery PR + 3 cyfry + 2 litery.
- Tablice wojskowe miały literę U i Ł (samochody ciężarowe) lub D (samochody osobowe) i 6 cyfr. W prawym górnym rogu tablicy znajdował się biały orzeł w białym otoku.
- Tablice cudzoziemskie wprowadzono w 1950 roku. Tablice miały żółte znaki i obwódkę. Na tablicach samochodowych numer składał się z litery Z i 5 cyfr (dwie pierwsze były wyróżnikiem województwa). Tablice motocyklowe miały litery ZM i 4 cyfry. Wydawano je cudzoziemcom zamieszkałym w Polsce oraz pracownikom personelu dyplomatycznego.

## 1956–1976

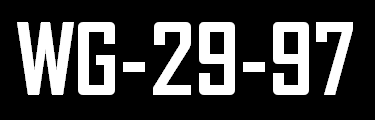
Tablica rejestracyjna z Warszawy-Mokotowa z lat 1956–1976 (I zasób)

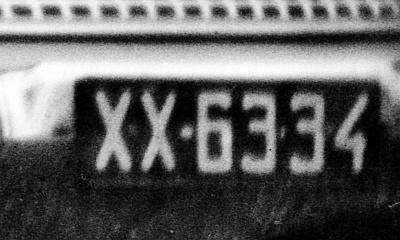
Tablica rejestracyjna z Wrocławia, rok 1966

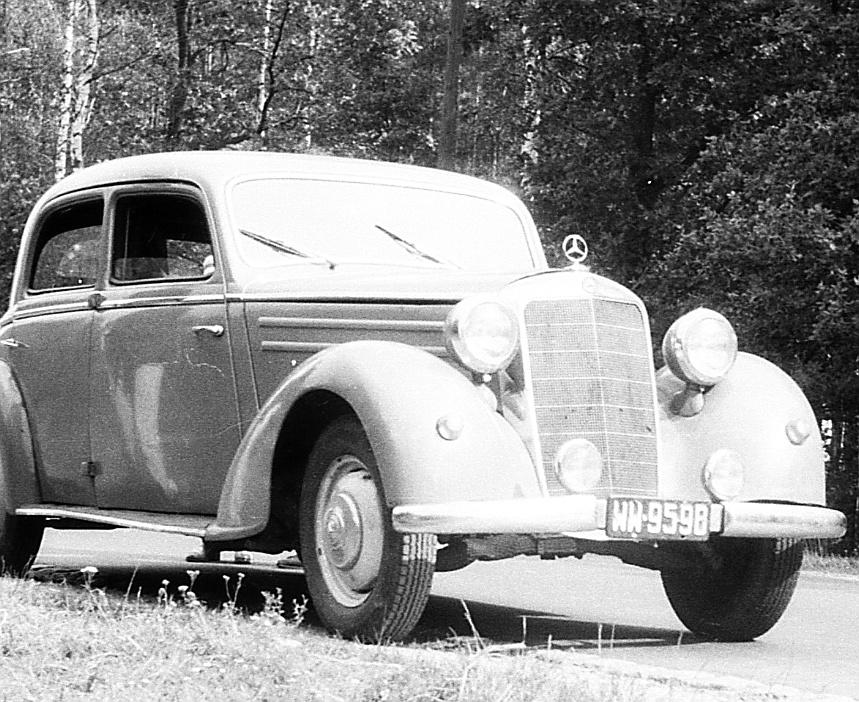
Samochód marki Mercedes-Benz z tablicą warszawską (WW-9598), rok 1970

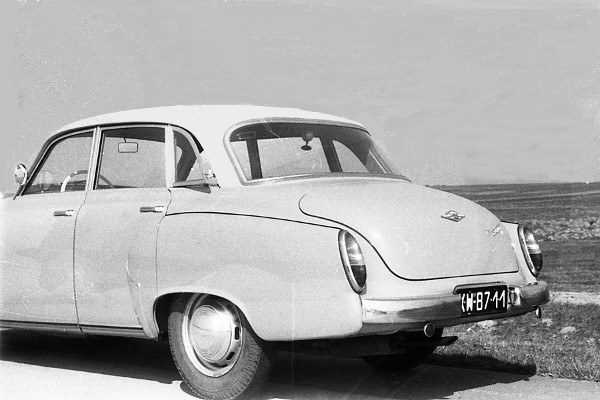
Wartburg 1000 z tablicą wrocławską (XW-8711), rok 1962

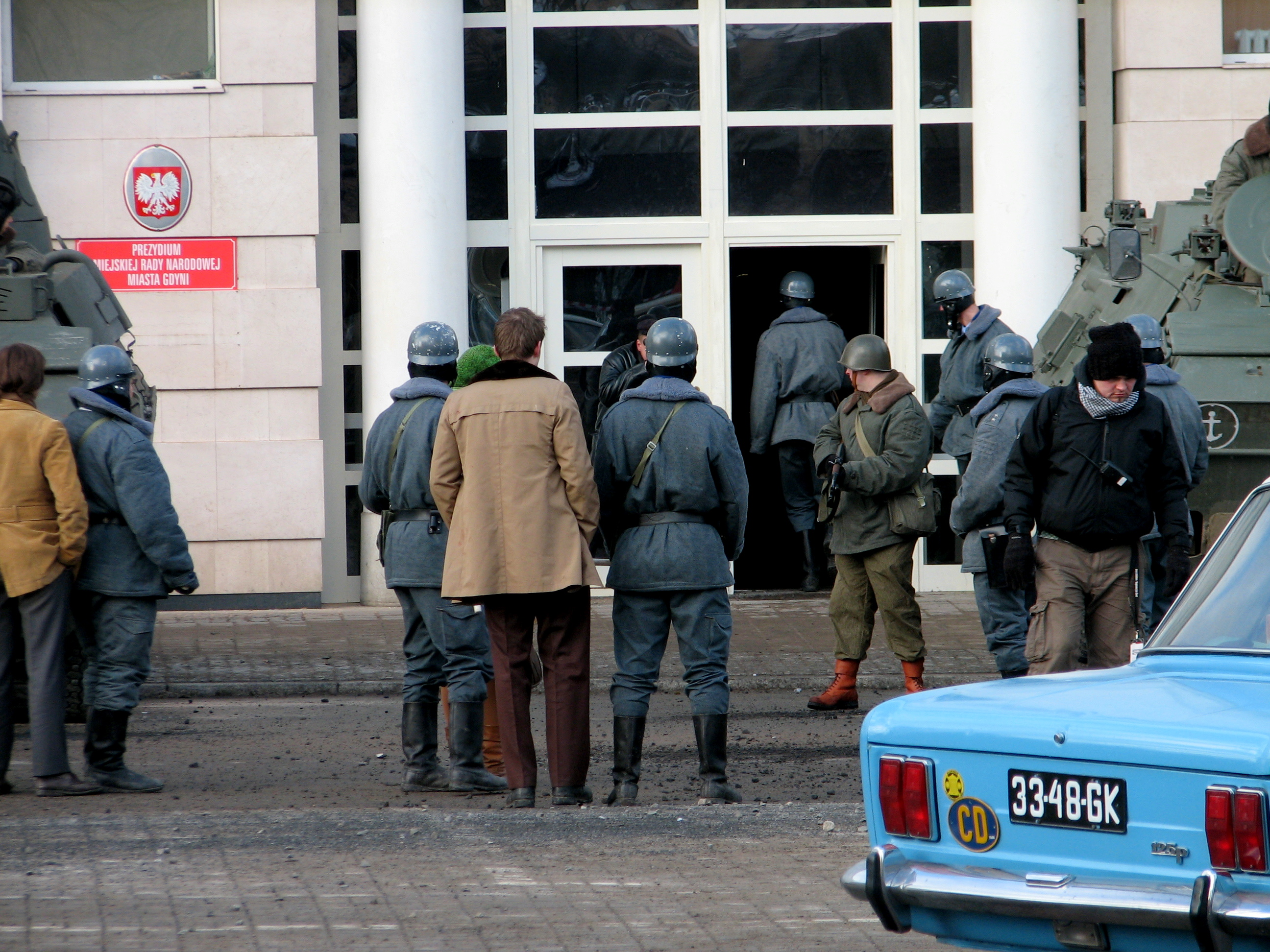
Polski Fiat 125p 1300 z tablicą z województwa gdańskiego podczas filmowania jednej ze scen filmu Czarny czwartek.

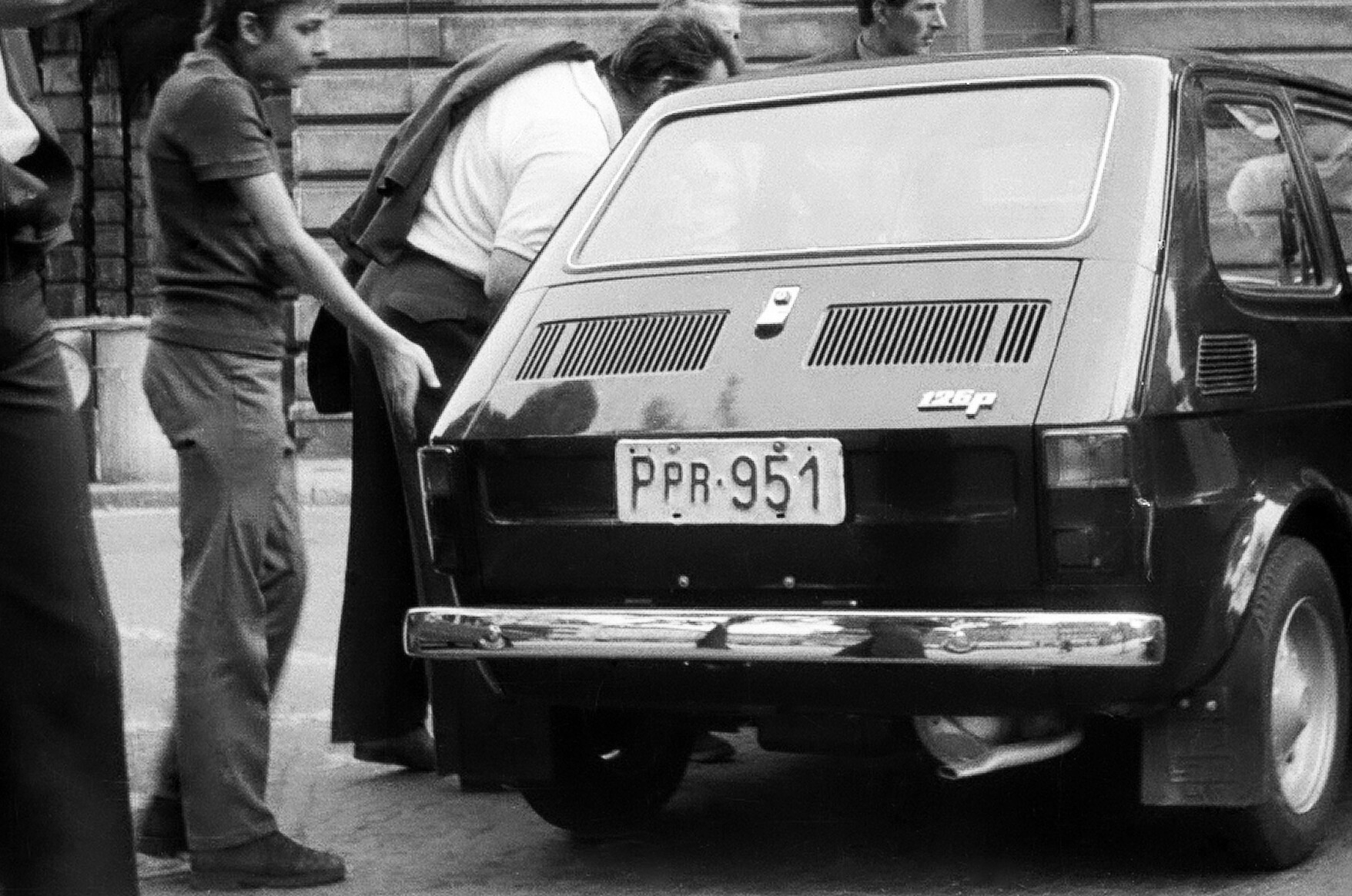
Tablica próbna z woj. poznańskiego (1973 r.)

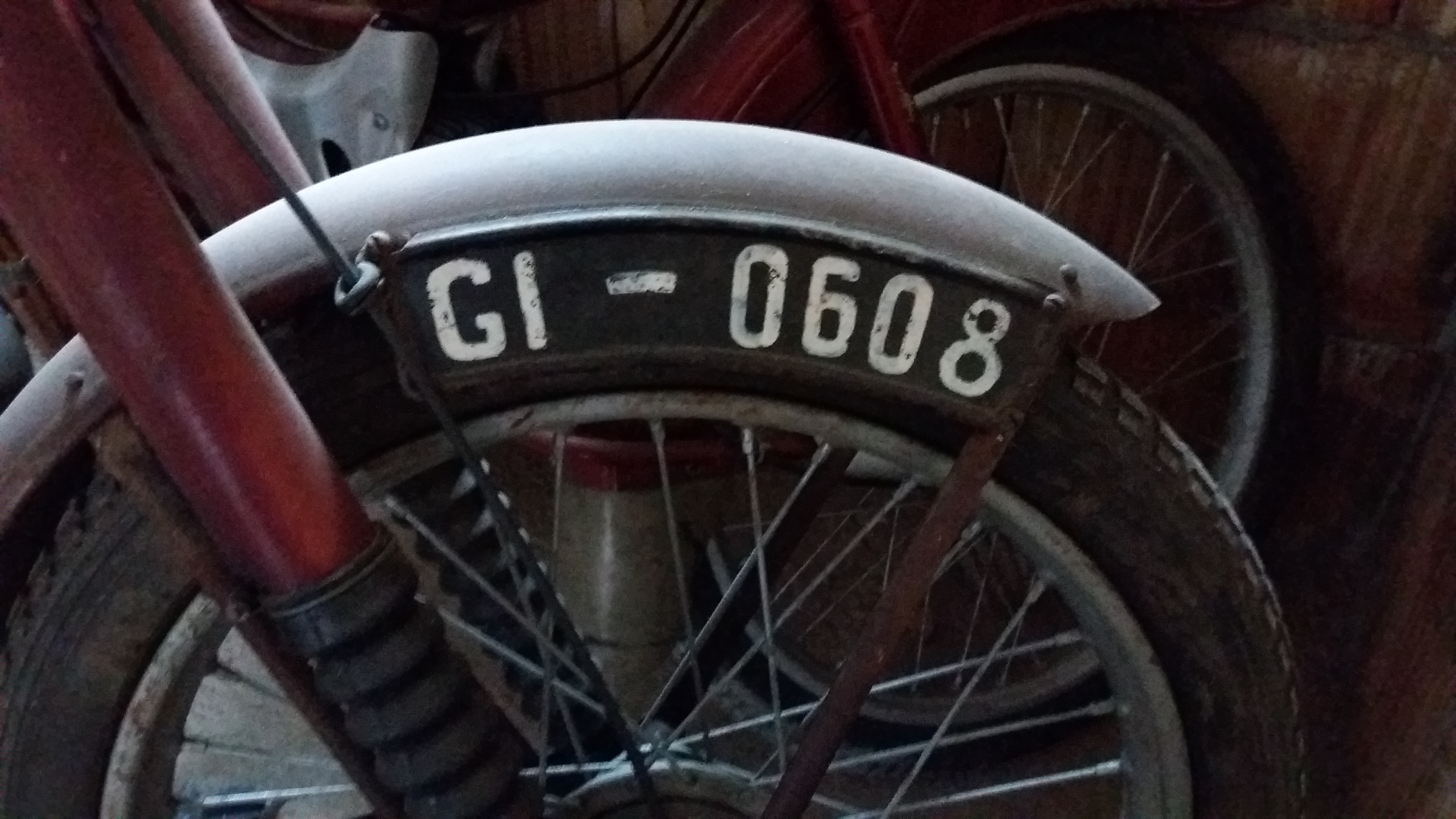
Motocyklowa tablica rejestracyjna z okresu 1964–1976 na przednim błotniku WFM M06 z 1958 r.

19 czerwca 1956 r., pomimo iż nie zmieniano podziału administracyjnego kraju, Minister Transportu Drogowego i Lotniczego wydał zarządzenie w sprawie wymiarów i wyglądu tablic rejestracyjnych, które wprowadziło zasadniczą zmianę w zasadach oznaczania miejsca rejestracji – wyróżniki literowe zamiast cyfrowych.
Tablice samochodowe miały wymiary 375×120 mm (w 1964 roku dopuszczono także tylne tablice dwurzędowe o wymiarach 290×220 mm). Numer składał się z dwóch liter i czterech cyfr. Wydawane przez odpowiednie wydziały komunikacji tablice były stalowe, a znaki były w nich wytłaczane, a następnie malowane: same tablice były czarne, a znaki malowane były na biało. Krój liter i cyfr był nieco „kanciasty”. Oprócz tablic rejestracyjnych każdy samochód-wywrotka miał być zaopatrzony w znak rejestracyjny o tej samej treści namalowany na tyle nadwozia białą farbą na czarnym tle pismem drukowanym o podanych w zarządzeniu wymiarach.
Pierwsza litera oznaczała województwo (lub służbę państwową), a druga powiat lub grupę powiatów (w przypadku miasta Łodzi i miasta stołecznego Warszawy – dzielnicę miasta). Od 1957 roku miastami wydzielonymi były także Poznań, Wrocław i Kraków, jednak nie otrzymały one oddzielnych wyróżników. Wyróżniki powiatów nie były określone centralnym zarządzeniem – były ustalane przez lokalne władze (rady narodowe). Drugą literą nie mogły być D, J, Ł, U, Ż (o innych polskich literach nie wspominano, ale też ich nie stosowano), a od 1964 roku również N i Y.
W 1959 roku wycofano w motocyklach przednią tablicę, dwustronną i mocowana na błotniku, wzdłuż osi pojazdu i od tego czasu numer rejestracyjny motocykla musiał być namalowany z obu stron przedniego błotnika lub tablicach umieszczonych po jego bokach. Obowiązek umieszczania numeru rejestracyjnego z przodu motocykla formalnie zniesiono w 1969 roku. Na przyczepach umieszczano tylną tablicę przeniesioną z pojazdu ciągnącego. Od 1968 roku przyczepy o ciężarze całkowitym powyżej 750 kg oraz przyczepy przeznaczone do ciągnięcia przez ciągnik jednoosiowy musiały mieć osobne tablice. Na ciągnikach rolniczych umieszczano dwie tablice samochodowe (z przodu i z tyłu). Przyczepy samowyładowawcze musiały mieć numer rejestracyjny namalowany na tylnej burcie.
Tablice motorowerowe wprowadzono w 1959 roku. Miały wymiary 120×100 mm oraz białe tło i czarne znaki. W latach 1959–1964 miały w górnym rzędzie 2 litery i cyfrę, a w dolnym 3 cyfry. Od 1964 roku miały układ 3 litery + 3 cyfry.
W połowie lat 60. pojemność rejestracyjna wyczerpywała się i 13 maja 1964 zarządzeniem Ministra Komunikacji wprowadzono także drugi układ znaków polegający na odwrotnej kolejności (cztery cyfry + dwie litery). W niektórych powiatach wydawano tylko numery, natomiast tablice rejestracyjne właściciel pojazdu musiał wykonać samodzielnie.
Numery ewidencyjne przyczep wprowadzono w 1964 roku. Numer składał się z 1 litery oznaczającej województwo i 5 cyfr i musiał być namalowany na prawej burcie w odległości 1 m od przedniego obrysu przyczepy, na czarnym polu z białymi znakami, o wymiarach 375×120 mm (czyli takich samych, co wymiary tablic samochodowych). W przypadku przyczep dłużycowych musiała być wykonana tablica z numerem ewidencyjnym o takich samych wymiarach w miejscu do tego przeznaczonym.
Numeru ewidencyjnego nie umieszczano na przyczepach jednoosiowych przeznaczonych do przewozu bagażu lub sprzętu turystycznego, ciągniętych przez samochody osobowe, motocykle i autobusy.
Wyróżniki województw:
- A – białostockie
- B – bydgoskie
- C – kieleckie
- E – koszalińskie
- F – łódzkie
- G – gdańskie
- H – opolskie
- I – miasto Łódź
- K – krakowskie
- L – lubelskie
- M – szczecińskie
- O – olsztyńskie
- P – poznańskie
- R – rzeszowskie
- S – katowickie (do 1956 r. stalinogrodzkie)
- T – warszawskie
- W – miasto stołeczne Warszawa
- X – wrocławskie
- Z – zielonogórskie

Wyróżniki przydzielone poszczególnym powiatom:
Województwo białostockie (A):
- augustowski – AA, AH 0001–2500, AF 5001–9999
- białostocki – AB 0001–2500, AE
- Białystok miejski – AM, AO
- bielski – AB 2501–5000, AW 0001–5000
- dąbrowski – AH 2501–4000, AR 0001–5000
- ełcki – AT 0001–3500, AL 0001–5000
- gołdapski – AP 0001–3000
- grajewski – AT 3501–6000, AC 0001–5000
- hajnowski – AB 5001–7500, AG 0001–5000
- kolneński – AS 5001–7500, AI 0001–5000
- łapski – AT 6001–8000, AL 5001–9999
- łomżyński – AS 0001–3000, AC 5001–9999
- moniecki – AT 8001–9999, AW 5001–9999
- olecki – AP 3001–5500, AR 5001–9999
- sejneński – AP 8001–9999, AI 5001–9999
- siemiatycki – AB 7501–9999, AG 5001–9999
- sokólski – AH 4001–9999
- suwalski – AP 5501–8000, AF 0001–5000
- wysokomazowiecki – AS 7501–9999, AK 5001–9999
- zambrowski – AS 3001–5000, AK 0001–5000

Województwo bydgoskie (B):
- aleksandrowski – BA 0001–9999
- brodnicki – BA
- bydgoski – BE
- Bydgoszcz miejski – BB, BC
- chełmiński – BF
- chojnicki – BG
- golubsko-dobrzyński – BH 0001–9999
- Grudziądz miejski – BL
- grudziądzki – 0001–9999 BH
- Inowrocław miejski – BM
- inowrocławski – BI
- lipnowski – BK 0001–9999
- mogileński – 0001–9999 BK
- radziejowski – BN (część serii), 0001–9999 BP
- rypiński – BN (część serii), 0001–9999 BS
- sępoleński – BP 0001–9999
- szubiński – BS 0001–9999
- świecki – BR
- Toruń miejski – BO
- toruński – BT 0001–9999
- tucholski – BV 0001–9999
- wąbrzeski – 0001–9999 BV
- Włocławek miejski – BW
- włocławski – BX 0001–9999
- wyrzyski – BY (część serii), 0001–9999 BX
- żniński – BY (część serii), 0001–9999 BT

Województwo kieleckie (C):
- białobrzeski – CG 0001–5000
- buski – CG 5001–9999
- iłżecki – CO 5001–9999
- jędrzejowski – CH
- kazimierski – CI 0001–5000
- Kielce miejski – CA
- kielecki – CI 5001–9999
- konecki – CK 0001–5000
- kozienicki – CK 5001–9999
- lipski – CL 0001–5000
- opatowski – CL 5001–9999
- opoczyński – CM 0001–5000
- Ostrowiec Świętokrzyski miejski – CC
- pińczowski – CM 5001–9999
- przysuski – CS 0001–5000
- Radom miejski – CB
- radomski – CS 5001–9999
- sandomierski – CO 0001–5000
- Skarżysko-Kamienna miejski – CE
- Starachowice miejski – CF
- staszowski – CP 0001–5000
- szydłowiecki – CP 5001–9999
- włoszczowski – CR 0001–5000
- zwoleński – CR 5001–9999

Województwo koszalińskie (E):
- białogardzki – EA 0501–1500, EA 8101–8600 (1956–1964), EG (1964–1976)
- bytowski – EA 0001–0500, EA 7501–7800, EA 8001–8100 (1956–1964), EB (1964–1976)
- człuchowski – EA 1501–3500 (1956–1964), EC (1964–1976)
- drawski – EK 4501–5500, EK 9501–9999 (1956–1964), EF (1964–1976)
- kołobrzeski – EK 3501–4500, EK 8501–9500 (1956–1964), EI (1964–1976)
- Koszalin miejski – EK 0001–2000, EK 5501–8000 (1956–1964), EK, EE (1964–1976)
- koszaliński – EK 2001–3500, EK 8001–8500 (1956–1964), EH (1964–1976)
- miastecki – ES 6501–7500 (1956–1964), EL (1964–1976)
- sławieński – ES 0001–1500 (1956–1964), EV (1964–1976)
- Słupsk miejski – ES 1501–3500, ES 9801–9999 (1956–1964), EO (1964–1976)
- słupski – ES 3501–4500 (1956–1964), EP (1964–1976)
- szczecinecki – ES 4501–6500 (1956–1964), ET (1964–1976)
- świdwiński – ES 7501–9500 (1956–1964), EX (1964–1976)
- wałecki – EA 3501–5500, EA 7801–8000, EA 8601–9500 (1956–1964), EW (1964–1976)
- złotowski – EA 5501–7500, EA 9501–9999 (1956–1964), ER (1964–1976)

Województwo łódzkie (F):
- bełchatowski – FP (część serii, 1956–1964), FO
- brzeziński – FB (1956–1964 część serii, 1964–1976 całość serii)
- kutnowski – FK
- łaski – FH
- łęczycki – FE (1956–1964 część serii, 1964–1976 całość serii)
- łowicki – FL
- łódzki – FA (1956–1964), FX (1964–1976)
- Pabianice miejski – FA (1956–1964 część serii, 1964–1976 całość serii)
- pajęczański – FR (część serii, 1956–1964), FF (1964–1976)
- piotrkowski – FP (część serii, 1956–1964), FM (część serii)
- Piotrków Trybunalski miejski – FP(część serii, 1956–1964), FM (część serii)
- poddębicki – FE (część serii, 1956–1964), FI 0001–5000 (1964–1976)
- radomszczański – FR (1956–1964 część serii, 1964–1976 całość serii)
- rawski – FN (część serii, 1956–1964), FG (1964–1976)
- sieradzki – FS (1956–1964 część serii, 1964–1976 całość serii)
- skierniewicki – FN (część serii, 1956–1964), FV (1964–1976)
- Tomaszów Mazowiecki miejski – FT
- wieluński – FW (część serii, 1956–1964)
- wieruszowski – FW (część serii, 1956–1964), FC 0001–5000
- Zduńska Wola miejski – FS (część serii, 1956–1964), FC 5001–9999 (1964–1976)
- Zgierz miejski – FB (część serii), FI 5001–9999

Województwo gdańskie (G):
- Elbląg miejski – GE 0001–7000
- elbląski – GE 7001–9999
- Gdańsk miejski – GA, GK, GN, GU
- gdański – GR
- Gdynia miejski – GS, GP
- kartuski – GI
- kościerski – GH
- kwidzyński – GC
- lęborski – GL
- malborski – GM
- nowodworski – GO
- pucki – GX
- Sopot miejski – GF
- starogardzki – GG
- sztumski – GB
- tczewski – GT
- wejherowski – GW

Województwo opolskie (H):
- Brzeg miejski – HA (część serii)
- brzeski – HA (część serii)
- głubczycki – HB
- grodkowski – HC
- kluczborski – HF
- kozielski – HG
- krapkowicki – HK
- namysłowski – HI
- niemodliński – HY, HV
- Nysa miejski – HL (część serii), HW (część serii)
- nyski – HL (część serii), HW (część serii)
- oleski – HM
- Opole miejski – HX, HH
- opolski – HN, 0001–9999 HH
- prudnicki – HO
- raciborski – HR
- Racibórz miejski – HT
- strzelecki – HS

Miasto Łódź (I):
- Bałuty – IB 0001–9999, 1001–9999 IO, 0001–9999 IB
- Górna – IR 0001–9999, IF 0001–9700, 0001–9999 IR, 0001–9999 IF
- Polesie – IP 0001–9999, IT 0001–1499, IT 3001–9999, 0001–9999 IT, 0001–9999 IP
- Śródmieście – IA 0001–9999, IS 0001–9999, 0001–9999 IS
- Widzew – IW 0001–9500, 0001–9999 IW

Województwo krakowskie (K):
- bocheński – KB 0001–9999
- brzeski – 0001–9999 KB
- chrzanowski – KH
- dąbrowski – 0001–9999 KI
- Jaworzno miejski – KI 0001–9999
- krakowski – KK
- Kraków miejski – KP, KR, KS, KW, KN, KJ
- limanowski – KL 0001–9999
- miechowski – KC
- myślenicki – KM
- nowosądecki – KE (część serii)
- nowotarski – KG
- Nowy Sącz miejski – KE (część serii)
- olkuski – KO
- oświęcimski – KA
- proszowicki – 0001–9999 KC
- suski – 0001–9999 KL
- tarnowski – KT (część serii)
- Tarnów miejski – KT (część serii)
- wadowicki – KF
- Zakopane miejski – 0001–9999 KG
- żywiecki – KX

Województwo lubelskie (L):
- bełżycki – LE 0001–5000
- bialski – LB
- biłgorajski – LA
- bychawski – LY (1956–1964), LX (1964–1976)
- Chełm miejski – LC
- chełmski – LF
- hrubieszowski – LH
- janowski – LX
- krasnostawski – LK
- kraśnicki – LS
- lubartowski – LM
- lubelski – LN (część serii 1956–1964), LE 5001–9999
- Lublin miejski – LN (część serii 1956–1964), LL, LV 5001–9999, LW 5001–9999
- łukowski – LI
- opolski – LO
- parczewski – LV 0001–5000
- puławski – LP
- radzyński – LR
- tomaszowski – LT
- włodawski – LW 0001–5000
- zamojski – LG 0001–5000
- Zamość miejski – LG 5001–9999

Województwo szczecińskie (M):
- chojeński (z siedzibą w Dębnie Lubuskim) – MB
- choszczeński – MC
- goleniowski – ME
- gryficki – MF
- gryfiński – MG
- kamieński – MH
- łobeski – MI
- myśliborski – MK
- nowogardzki – ML
- pyrzycki – MM
- stargardzki – MN, MT
- Szczecin miejski – MA, MS, MR, MW, MX
- szczeciński – MP
- woliński (z siedzibą w Świnoujściu) – MO

Województwo olsztyńskie (O):
- bartoszycki – OC
- biskupiecki – OR
- braniewski – OE
- działdowski – OF
- giżycki – OG
- iławski – OI
- kętrzyński – OK
- lidzbarski – OL
- morąski – OM
- mrągowski – OX
- nidzicki – ON, 0001–9999 OW (1964–1976)
- nowomiejski – OH
- Olsztyn miejski – OA
- olsztyński – OB
- ostródzki – OO
- pasłęcki – OP
- piski – OT
- szczycieński – OS
- węgorzewski – OW 0001–9999

Województwo poznańskie (P):
- chodzieski – PA 0001–3332, PG 6001–7000
- czarnkowski – PA 6666–9999
- Gniezno miejski – PG 0001–4000
- gnieźnieński – PA 6666–9999, PK 8000–8999
- gostyński – PB 0001–3332, PT 3333–6665
- jarociński – PB 3333–6665, PL 4000–4999
- kaliski – PC 0001–3332, PK 5001–6999, PL 8666–8999
- Kalisz miejski – PK 0001–5000
- kępiński – PB 6666–9999
- kolski – PC 3333–6665, PL 5001–6000, PP 7000–7999
- koniński – PC 6666–9999, PX 6666–9999, PG 7001–7999
- kościański – PE 0001–3332, PT 0001–3332, PP
- krotoszyński – PE 3333–6665, PL 6666–7655, PG 8000–9999
- leszczyński – PE 6666–9999
- Leszno miejski – PL 0001–4000
- międzychodzki – PF 0001–3332
- nowotomyski – PF 3333–6665, PX 0001–3332
- obornicki – PH 0001–3332, PP 6000–6999
- ostrowski – PH 3333–6665, PT 6666–9999
- Ostrów Wielkopolski miejski – PO 0001–5000
- ostrzeszowski – PF 6666–9999
- Piła miejski – PP 0001–4000
- pleszewski – PH 6666–9999
- Poznań miejski – PI, PJ, PM, PV, PZ, PO 5001–9999
- poznański – PW 0001–3332, PS 6666–9999, PG 4001–5999
- rawicki – PW 3333–6665
- słupecki – PW 6666–9999
- szamotulski – PN 3333–6665, PX 3333–6665
- średzki – PN 0001–3332, PL
- śremski – PR 0001–3332, PL 7655–8655, PP 8000–8999
- trzcianecki – PN  6666–9999
- turecki – PR 3333–6665, PK 7000–7999
- wągrowiecki – PR 6666–9999
- wolsztyński – PS 0001–3332, PL 6001–6665
- wrzesiński – PS 3333–6665, PK 9000–9999

Województwo rzeszowskie (R):
- brzozowski – RA 9800–9999, RB 7400–7499, RB 8151–8350 (1956–1964), RB (1964–1976)
- dębicki – RA 8000–8499, RB 4700–5049 (1956–1964), RE (1964–1976)
- gorlicki – RA 6300–6799, RB 3950–4049 (1956–1964), RG (1964–1976)
- jarosławski – RA 9100–9599, RB 5350–5849 (1956–1964), RI (1964–1976)
- jasielski – RA 5300–5799, RB 3200–3499, RG 0600–0800 (1956–1964), RH (1964–1976)
- kolbuszowski – RB 0490–0599, RB 5900–5999 (1956–1964), RF (1964–1976)
- krośnieński – RA 4000–5299, RB 8501–9000 (1956–1964), RK (1964–1976)
- leski – RB 1600–1799, RB 7950–8050 (1956–1964), RL 0001–9999 (1964–1976)
- leżajski – RB 1200–1399, RB 8451–8500 (1956–1964), RC 0001–9999 (1964–1976)
- lubaczowski – RB 1000–1199, RB 6200–6299 (1956–1964), 0001–9999 RC (1964–1976)
- łańcucki – RA 7500–7999 (1956–1964), RW (1964–1976)
- mielecki – RA 5800–6299, RB 3450–3949 (1956–1964), RM (1964–1976)
- niżański – RB 0001–0199, RG 0500–0600 (1956–1964), RX 0001–9999 (1964–1976)
- przemyski – RA 2500–3499, RB 0800–0999, RB 2500–2999 (1956–1964), RP 0001–9999 (1964–1976)
- Przemyśl miejski – RA 2500–3499, RB 0800–0999, RB 2500–2999 (1956–1964), 0001–9999 RP (1964–1976)
- przeworski – RB 7450–7584, RB 8351–8450 (1956–1964), RV 0001–9999 (1964–1976)
- ropczycki – RB 0600–0799, RB 6000–6199 (1956–1964), RO (1964–1976)
- rzeszowski – RA 7300–7999, RB 4500–4699, RB 7350–7399 (1956–1964), RR (1964–1976)
- Rzeszów miejski – RA 0001–2499, RB 2000–2499, RB 6350–7349, RB 7585–7949, RB 9000–9999, RG 0001–0500 (1956–1964), RA (1964–1976)
- sanocki – RA 8500–9099, RB 5050–5349 (1956–1964), RS (1964–1976)
- Stalowa Wola miejski – RA 3500–3999, RB 3000–3199 (1956–1964), 0001–9999 RX (1964–1976)
- strzyżowski – RB 0200–0399, RB 5850–5899, RB 8051–8150 (1956–1964), 0001–9999 RV (1964–1976)
- tarnobrzeski – RA 6800–7299, RB 1050–1199 (1956–1964), RT (1964–1976)
- ustrzycki – RB 1800–1999, RB 6300–6349 (1956–1964), 0001–9999 RL (1964–1976)

Województwo katowickie (S):
- Będzin miejski – SE 1001–5000, SU 9501–9999, 6001–6500 SU, 3001–3500 SA, 2001–3000 SŁ
- będziński – SE 0001–1000, SE 5001–9999, SU 5001–6000, 2001–3000 SU
- bielski – 0001–7000 SN, 2001–3000 SU, 0001–1000 SY, 4001–5000 SC, SŁ 0501–2000, 0501–2000 SŁ, SA 2001–3000, SA 5001–6000, 1501–3000 SA, 7501–8500 SA
- Bytom miejski – SB 0001–9999, 0001–9999 SB
- Bielsko-Biała miejski – 0001–9999 SE, 0001–3000 SV, 1001–2000 SU, 6501–8000 SU
- Chorzów miejski – SH 0001–7000, 0001–5000 SH, 3001–5000 SY, 2001–3000 SJ, 7001–8000 SJ, 4001–5000 SŁ, 1001–1500 SA
- Cieszyn miejski – SC 5001–9999, 5001–7000 SC
- cieszyński – SC 0001–5000, 0001–4000 SC
- Czeladź miejski – SH 7001–8000, 7001–8000 SH, SU 8001–9000, 3001–3500 SU, SA 0001–0500
- Częstochowa miejski – SF 0001–3700, SF 3801–4500, SF 4601–4900, SF 6001–9999, 0001–5000 SF, 8001–9999 SF, SV 1001–3000, SJ 1001–3000, SD 1001–3000, SD 4851–4900, SD 7201–7250, SD 8001–8009, SD 7351–7450
- częstochowski – SN 0001–5000, 0001–1000 SJ, 5501–7000 SJ
- Dąbrowa Górnicza miejski – SH 8001–9999, 8001–9999 SH, 3001–4000 SJ, 8001–9000 SJ, SU 9001–9500, SA 1001–1500, SA 9001–9999, SŁ 4001–5000, 6001–6500 SŁ
- Gliwice miejski – SG 0001–4000, SG 5001–8000, SG 9501–9999, 0001–9999 SG, SV 0001–1000, SV 3001–4000, 3001–4000 SV, 5001–6000 SV, SJ 3001–4000, 7001–9999 SC, 4501–4999 SM, 3501–6000 SW, 3501–6000 SU, 9001–9999 SU, SA 8501–9000, 5501–6500 SA, SŁ 9001–9999, 8001–9000 SŁ
- gliwicki – SG 4001–5000, SG 8001–9500, SM 2001–5000, 3001–4500 SM, 9001–9999 SU
- Katowice miejski – SK 0001–9999, SO 5001–9999, 0001–9999 SK, 0001–9999 SO, SV 5001–9999, 6001–9999 SV, 6001–7000 SW, SU 1001–5000, SY 0001–5000, SY 6001–9999, SA 3501–4000, SA 4501–5000, SA 7001–8000, 9001–9500 SA, 7501–8000 SŁ
- kłobucki – SF 3701–3800, SF 4501–4600, SF 4901–6000, 5001–8000 SF, SU 6001–7000, SD 3001-3200
- lubliniecki – SL 0001–5000, 2001–5000 SL, 9001–9999 SY
- Mysłowice miejski – SM 5001–9000, 5001–8000 SM
- myszkowski – SM 0001–2000, 0001–3000 SM, 8001–9000 SM
- pszczyński – SP 0001–9000, 8001–9000 SU
- Ruda Śląska miejski – SL 5001–9999, 0001–1000 SL, 5001–9000 SL, 9001–9999 SŁ
- rybnicki – SR 0001–5000, 0001–5000 SR, SV 4001–5000, 4001–5000 SV, SU 7001–8000, 8001–9000 SU
- Rybnik miejski – SR 5001–9999, 5001–9999 SR, SP 9001–9999, 9001–9999 SW
- Siemianowice Śląskie miejski – SN 5001–9999
- Sosnowiec miejski – SS[b], 0001–9999 SP, SM 9001–9999, 9001–9999 SM, 1001–2000 SJ, 4001–5500 SJ, 5001–7000 SY, SA 0501–1000, SA 3001–3500, SŁ 5001–6000
- Świętochłowice miejski – SO 0001–5000
- tarnogórski – SI 0001–5000, 0001–5000 SI, 1001–3000 SY, SJ 0001–1000, SJ 4001–5000, 4501–5500 SA, 5001–6000 SŁ
- Tychy miejski – ST 5001–9999, 5001–9999 ST, 8001–9000 SY, 9001–9999 SL, 9501–9999 SA, 3001–4000 SŁ
- tyski – ST 0001–5000, 0001–5000 ST, SU 0001–1000, SY 5001–6000
- wodzisławski – SI 5001–9999, 5001–9999 SI, SJ 5001–9000, 9001–9999 SJ, SA 6001–7000, 6501–7000 SŁ
- Zabrze miejski – SX, 5001–6000 SW, 0001–1000 SA
- zawierciański – SW 0001–5000, 0001–1000 SW
- Zawiercie miejski – SW 5001–9999, 7001–9000 SW, 1001–3500 SW

Województwo warszawskie (T):
- ciechanowski – TC 0001–5000, 0001–5000 TC
- garwoliński – TH 0001–5000, 0001–5000 TH
- gostyniński – TL 5001–9999, 5001–9999 TL
- grodziski – TK 0001–5000, 0001–5000 TK
- grójecki – TI 5001–9999, 5001–9999 TI, TX 0001–5000
- łosicki – TW 0001–5000, 0001–5000 TW
- makowski – TE 0001–5000, 0001–5000 TE
- miński – TR 5001–9999, 5001–9999 TR
- mławski – TC 5001–9999, 5001–9999 TC
- nowodworski – TM 0001–5000, 0001–5000 TM, TN 5001–9999, 5001–9999 TN
- ostrołęcki – TF 0001–5000, 0001–5000 TF
- ostrowski – TF 5001–9999, 5001–9999 TF
- Otwock miejski – TO 5001–9000, 5001–9000 TO
- otwocki – TO 0001–5000, TO 9001–9999, 0001–5000 TO
- piaseczyński – TI 0001–5000, 0001–5000 TI, TN 0001–5000, 0001–5000 TN
- Płock miejski – TA 5001–9999, 5001–9999 TA, TV 0001–5000, 0001–5000 TV
- płocki – TA 0001–5000, 0001–5000 TA
- płoński – TM 5001–9999, 5001–9999 TM
- pruszkowski – TP 0001–7000, 0001–7000 TP, TX 5001–9999
- Pruszków miejski – TP 7001–9999, 7001–9999 TP
- przasnyski – TE 5001–9999, 5001–9999 TE
- pułtuski – TT 5001–9999, 5001–9999 TT
- rycki – TH 5001–9999, 5001–9999 TH
- Siedlce miejski – TS 5001–9999, 5001–9999 TS
- siedlecki – TS 0001–5000, 0001–5000 TS
- sierpecki – TB 0001–5000, 0001–5000 TB
- sochaczewski – TL 0001–5000, 0001–5000 TL
- sokołowski – TG 5001–9999, 5001–9999 TG
- węgrowski – TG 0001–5000, 0001–5000 TG
- wołomiński – TR0001–5000, 0001–5000 TR, TW 5001–9999
- wyszkowski – TT 0001–5000, 0001–5000 TT
- żuromiński – TB 5001–9999, 5001–9999 TB
- Żyrardów miejski – TK 5001–9999, 5001–9999 TK

Miasto stołeczne Warszawa (W):
- Mokotów – WO 0001–9999, 0001–9999 WO, WG 0001–9999, 0001–9999 WG, WR 0001–9999, 3001–9999 WN, WJ 0001–5000
- Ochota – WB 0001–9999, 0001–9999 WB, WN 0001–9999, 0001–3000 WN, WH 0001–9999, 0001–9999 WH, WJ 5001–9999
- Praga Południe – WC 0001–9999, WK 0001–9999, 0001–9999 WK, WP 0001–9999, 0001–9999 WP, WM 0001–9999, WŁ 0001–9999
- Praga Północ – WT 0001–9999, 0001–9999 WT, WX 0001–9999, 0001–9999 WX
- Śródmieście – WE 0001–9999, 0001–9999 WE, WW 0001–9999, 0001–9999 WW, WS 0001–9999, 0001–9999 WS, 0001–9999 WM, WV 5001–9999, 5001–8000 WV
- Wola – WA 0001–9999, 0001–9999 WA, WF 0001–9999, 0001–9999 WF, WL 0001–9999, 0001–9999 WL, WV 0001–5000
- Żoliborz – WI 0001–9999, 0001–9999 WI, 0001–9999 WR, 0001–5000 WV

Województwo wrocławskie (X):
- bolesławiecki – XA 0001–2500, 0001–2500 XA, XE 0001–2500
- bystrzycki – XA 2501–5000, 2501–5000 XA, XN 2501–5000 (do 1964)
- dzierżoniowski – XA 5001–7500, 5001–7500 XA, 0001–5000 XM
- górowski – XA 7501–9999, 7501–9999 XA, XN 5001–7500 (do 1964)
- jaworski – XB 0001–2500, 0001–2500 XB, XE 2501–5000
- Jelenia Góra miejski – XL 7501–9999, 7501–9999 XL
- jeleniogórski – XB 2501–5000, 2501–5000 XB, XE 5001–7500
- kamiennogórski – XB 5001–7500, 5001–7500 XB, XS 2501–5000, 2501–5000 XS
- kłodzki – XB 7501–9999, XE 7501–9999
- Legnica miejski – XM 0001–2500, XR 5001–7500, 5001–7500 XR
- legnicki – XC 0001–2500, 0001–2500 XC, XS 5001–7500, 5001–7500 XS
- lubański – XC 2501–5000, 0001–2500 XC, XF 0001–2500
- lubiński – XC 5001–7500, 5001–7500 XC, XS 7501–9999
- lwówecki – XC 7501–9999, 7501–9999 XC, XN 7501–9999 (do 1964)
- milicki – XH 0001–2500, 0001–2500 XH, XP 0001–2500
- noworudzki – XH 2501–5000, XF 2501–5000
- oleśnicki – XH 7501–9999, 7501–9999 XH, XP 5001–7500
- oławski – XH, 5001–7500, XP 2501–5000, 5001–7500 XH, 2501–5000 XP
- strzeliński – XF 0001–2500, XF 5001–7500, 5001–7500 XF
- sycowski – XI 7501–9999, XG 2501–5000
- średzki – XI 2501–5000, 2501–5000 XI, XP 7501–9999
- Świdnica miejski – XM 2501–5000, XR 7501–9999
- świdnicki – XI 5001–7500, XF 7501–9999, XG 0001–2500
- trzebnicki – XK 0001–2500, 0001–2500 XK, XR 0001–2500
- Wałbrzych miejski – XM 5001–9999, 5001–9999 XM
- wałbrzyski – XG 5001–7500, 5001–7500 XK, XO 0001–2500
- wołowski – XK 5001–7500, 5001–7500 XK, XO 0001–2500
- Wrocław miejski – XW 0001–9999, XX 0001–9999, XT 0001–9999, 0001–9999 XW, 0001–9999 XX, 0001–9999 XT, XV 0001–9999, 0001–9999 XV, XU 0001–9999
- wrocławski – XK 7501–9999, 7501–9999 XK, XR 2501–5000
- ząbkowicki – XG 0001–2500, XO 2501–5000, XG 7501–9999, 7501–9999 XG, 0001–2500 XL
- zgorzelecki – XL 5001–7500, 5001–7500 XL, XO 7501–9999
- złotoryjski – XL 2501–5000, XO 5001–7500, 2501–5000 XL

Województwo zielonogórskie (Z):
- głogowski – ZG (część serii, 1956–1964), ZH (część serii, 1956–1964), ZK (1965–1976)
- gorzowski – ZG (część serii, 1956–1964), ZH (część serii, 1956–1964), ZF (1965–1976)
- Gorzów Wielkopolski miejski – ZG (część serii, 1956–1964), ZH (część serii, 1956–1964), ZG (1965–1976)
- krośnieński – ZG (część serii, 1956–1964), ZR (1965–1976)
- lubski – ZB (część serii, 1956–1964), ZH (część serii, 1956–1964), ZL (1965–1976)
- międzyrzecki – ZS (część serii, 1956–1964), ZH (część serii, 1956–1964), ZM (1965–1976)
- nowosolski – ZA (część serii, 1956–1964), ZH (część serii, 1956–1964), ZC (1965–1976)
- słubicki – ZS (część serii, 1956–1964), ZT (1965–1976)
- strzelecki – ZS (część serii, 1956–1964), ZH (część serii, 1956–1964), ZO (1965–1976)
- sulechowski – ZA (część serii, 1956–1964), ZI (1965–1976)
- sulęciński – ZS (część serii, 1956–1964), ZV (1965–1976)
- szprotawski – ZA (część serii, 1956–1964), ZS (1965–1976)
- świebodziński – ZB (część serii, 1956–1964), ZP (1965–1976)
- wschowski – ZB (część serii, 1956–1964), ZW (1965–1976)
- Zielona Góra miejski – ZA (część serii, 1956–1964), ZH (część serii, 1956–1964), ZH (1965–1976)
- zielonogórski – ZA (część serii, 1956–1964), ZH (część serii, 1956–1964), ZA (1965–1976)
- żagański – ZB (część serii, 1956–1964), ZE (1965–1976)
- żarski – ZB (część serii, 1956–1964), ZH (część serii, 1956–1964), ZB (1965–1976)

Wyróżniki służb specjalnych:
- Y – Milicja Obywatelska[c]
- D – wojsko (sam. osobowe, sanitarki i autobusy)
- U – wojsko (inne pojazdy)
- N – WOP

Inne typy tablic
- pojazdy należące do cudzoziemców – druga litera zawsze Z (od 1964 roku)[6].
- Tablice dyplomatyczne i konsularne państw obcych – jasnożółte znaki na czarnym tle[6].
- Tablice próbne miały białe tło i czerwone znaki. Składały się z 1 litery będącej wyróżnikiem województwa (wyróżniki takie same jak na tablicach zwyczajnych), 3 cyfr i liter PR. W 1964 roku wprowadzono II zasób: 3 litery (pierwsza litera była wyróżnikiem województwa – wyróżniki takie same, jak na tablicach zwyczajnych, następnie litery PR) + 3 cyfry oraz III zasób: 3 cyfry + 3 litery (pierwsza litera była wyróżnikiem województwa – wyróżniki takie same, jak na tablicach zwyczajnych, następnie litery PR)
- Tablice specjalne wydawano dla pojazdów Wojska Polskiego, Wojsk Ochrony Pogranicza i Milicji Obywatelskiej; wzorzec numeru był taki sam jak na tablicach zwyczajnych. Jednakże początkowo od 1956 do około 1963 roku tablice specjalne składały się z jednej litery będącej wyróżnikiem służby i 4 cyfr.

## 1976–2000

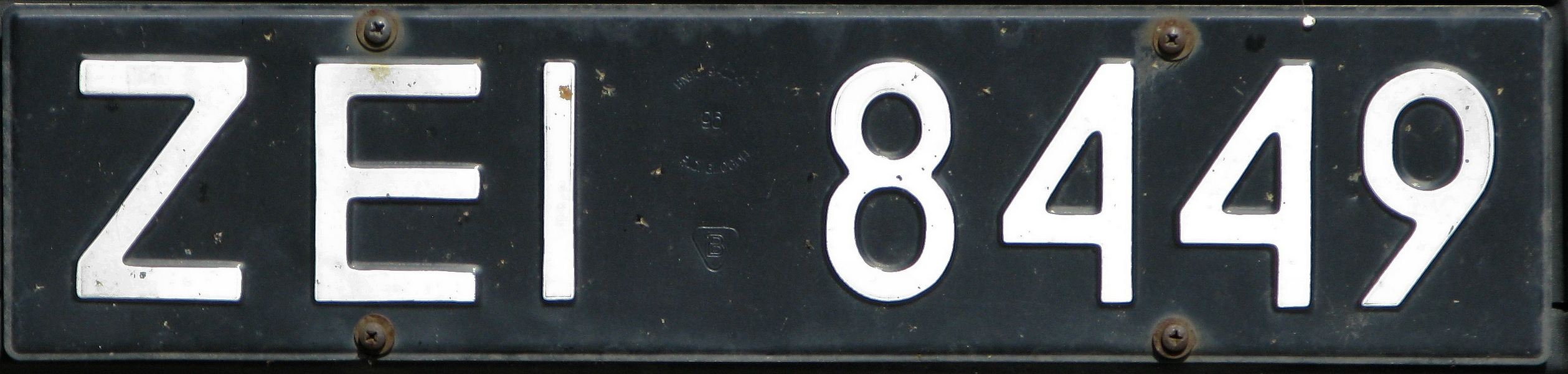
Tablica jednorzędowa z woj. zielonogórskiego z okresu 1976–2000

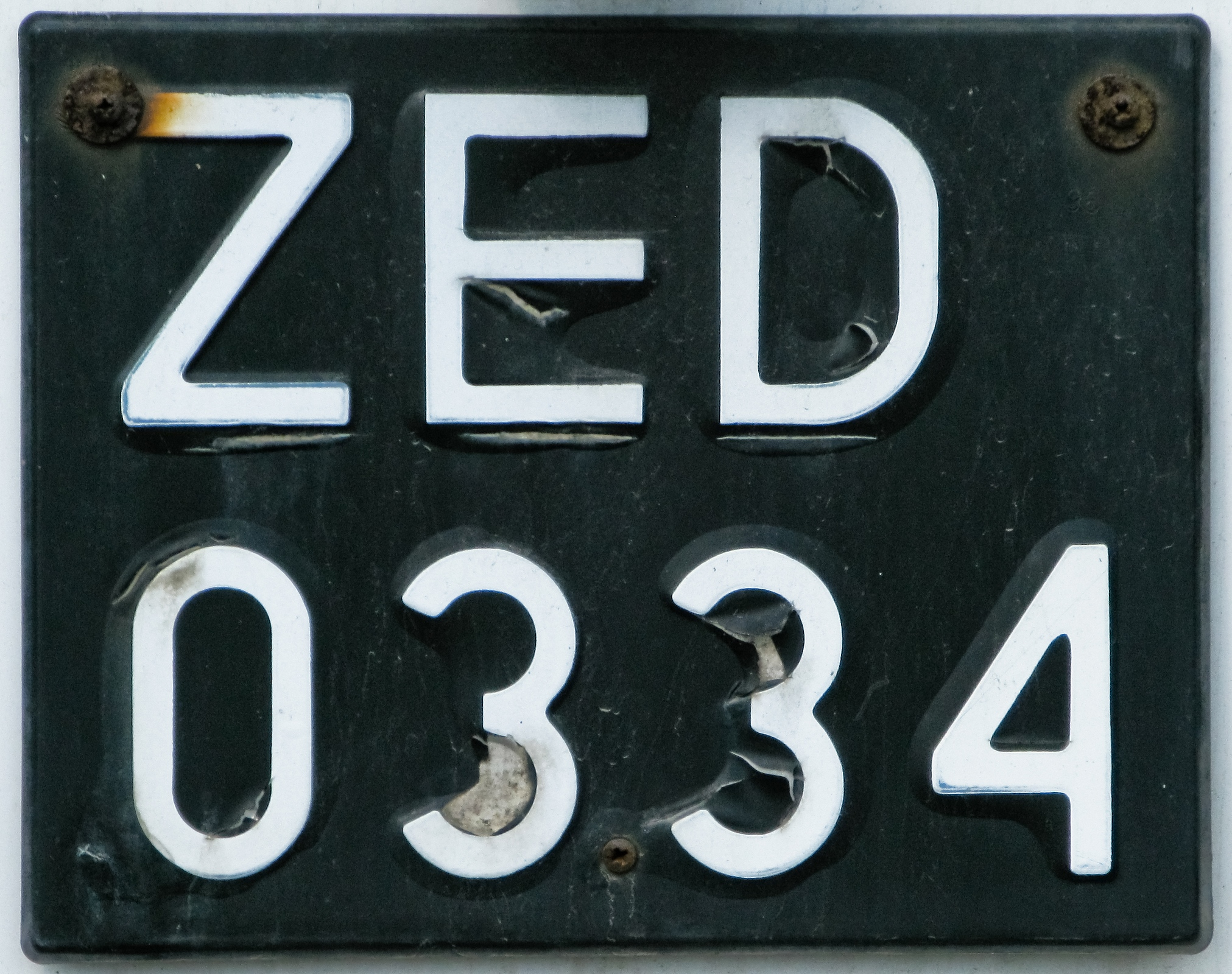
Tablica dwurzędowa z woj. zielonogórskiego z okresu 1976–2000

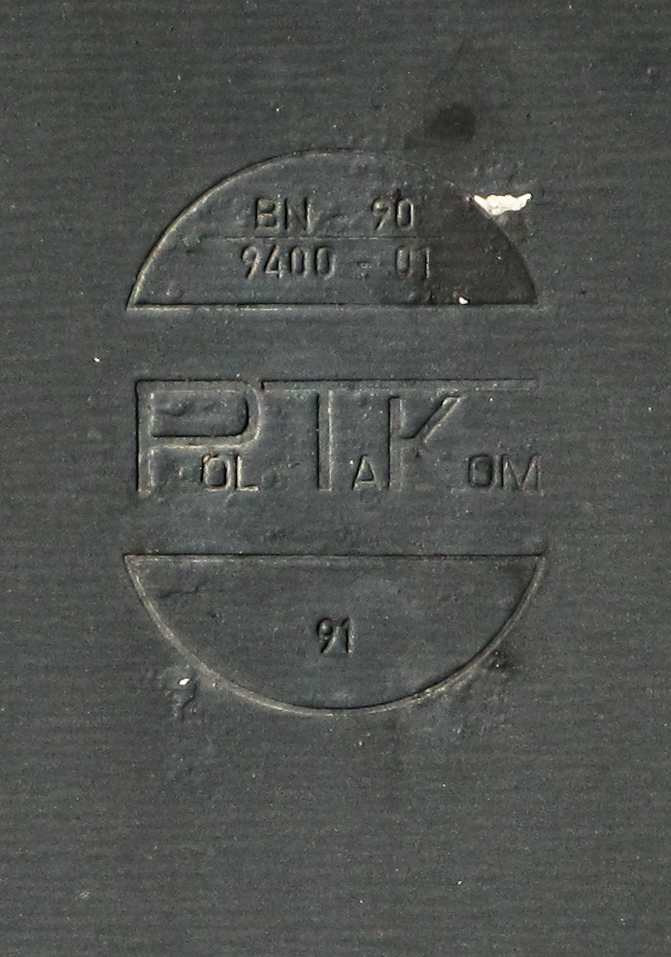
Przykładowa pieczątka legalizacyjna

W 1975 roku po raz kolejny zmieniono podział administracyjny kraju, ustanawiając 49 województw i likwidując powiaty. W ślad za ową reformą administracyjną 15 marca 1976 roku Minister Komunikacji wydał Zarządzenie w sprawie oznaczania pojazdów samochodowych i przyczep wprowadzające nowy system rejestracji pojazdów.
Nowe tablice były nadal czarne z białymi znakami, ale były większe od poprzednich (tablice samochodowe miały wymiary 520×120 mm). Zastosowano też całkowicie nowy, bardziej czytelny, specyficznie polski krój pisma, stosowany z niewielkimi zmianami do dziś.
Przywrócono 7-znakową długość numeru stosowaną w latach 1922–1937 i 1944–1946. Wprowadzono układ 3 litery + 4 cyfry dla pojazdów prywatnych. 2 pierwsze litery były wyróżnikiem województwa (każde województwo otrzymało po 2 wyróżniki – nowe wyróżniki sukcesywnie wprowadzano w 1980, 1993 i 1997 r.). Trzecia litera była częścią wyróżnika pojazdu, stosowaną zazwyczaj w celu rejonizacji według gmin/ich zespołów (rejonów) lub dzielnic.
Oznakowanie 3 litery + 3 cyfry + 1 litera było zastrzeżone dla pojazdów państwowych. Tak samo jak na tablicach pojazdów prywatnych, 2 pierwsze litery oznaczały województwo. Od 1983 roku ostatnią literą numeru pojazdów państwowych nie mogły być A, I, J, L, M, O, T, W – litery te pełniły funkcję „wyróżnika przynależności pojazdu”.
W 1980 roku wprowadzono nowe wyróżniki dla poszczególnych województw. Odtąd województwa bydgoskie, gdańskie, krakowskie, łódzkie, poznańskie i wrocławskie miały po 4 wyróżniki, województwo katowickie – 5; warszawskie – 6, a pozostałe województwa – po 3.
Na samochodach umieszczano dwie tablice – z przodu i z tyłu, natomiast na innych pojazdach – jedną, z tyłu. Do 1978 roku dla ciągników rolniczych wydawano dwie tablice samochodowe (tylna dwurzędowa o wymiarach 290×230 mm), natomiast od 1979 roku – jedną motocyklową (tylko na tył, o wymiarach 190×150 mm). Do 1983 roku na przyczepach o ciężarze powyżej 750 kg oraz przyczepach turystycznych umieszczano osobną tablicę, natomiast na przyczepach o ciężarze do 750 kg oraz motocyklowych – tylną tablicę przeniesioną z pojazdu ciągnącego. Od 1984 roku wszystkie przyczepy, oprócz motocyklowych, musiały mieć osobną tablicę. Do 1991 roku wszystkie motocykle musiały mieć namalowany numer rejestracyjny na przednim błotniku. Przyczepy i naczepy samowyładowawcze oprócz tablic musiały mieć namalowany numer rejestracyjny na tylnej burcie. Znaki musiały być białe lub kontrastować z kolorem burty. Przepis ten nie dotyczył przyczep, które nie miały burty w kształcie płaszczyzny.
Termin wymiany tablic rejestracyjnych wz. 1956 kilkakrotnie przesuwano, ostatecznie stare tablice straciły ważność 31 grudnia 1982 roku.
Do 1993 roku tablice mogły być wykonane z materiałów innych niż blacha (np. z plastiku), a od 1993 roku musiały być odporne na pożar oraz posiadać znak legalizacyjny (grawerkę) określony obowiązującą normą. Tablice inne niż blaszane zniesione w 1993 roku zachowały ważność do 31 grudnia 1995 r.

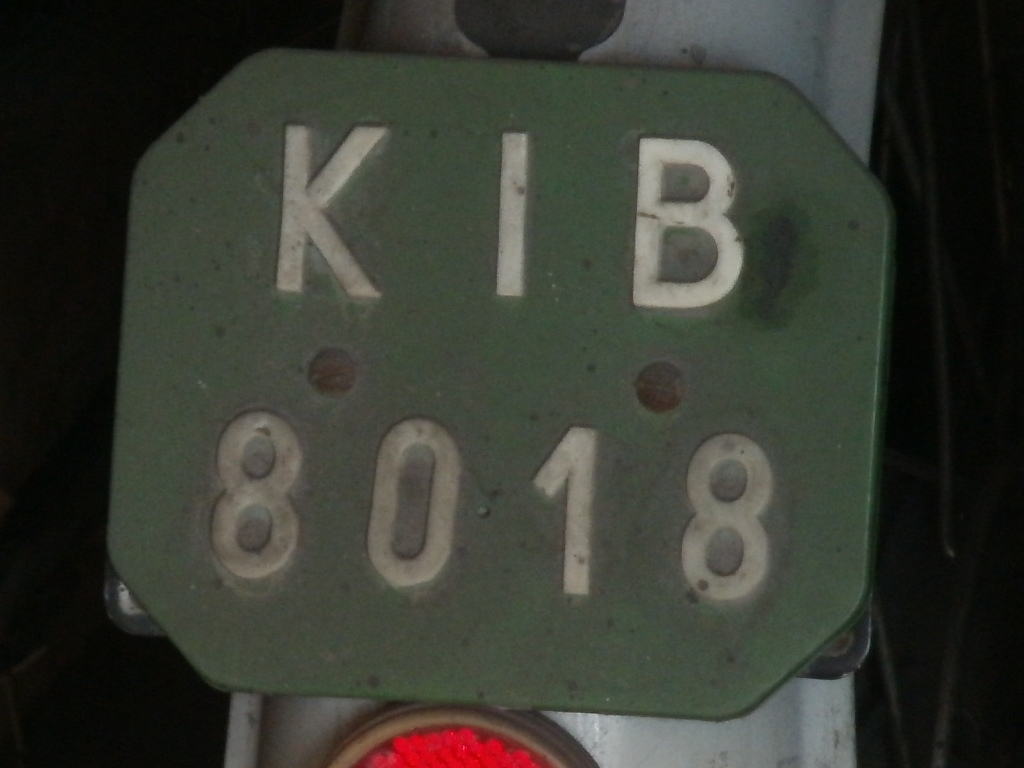
Dawna tablica motorowerowa z województwa kieleckiego

Tablice motorowerowe, wprowadzone w 1983 r., miały zielone tło, tak jak tablice cudzoziemskie i wymiary 140×115 mm. Do września 1996 numery rejestracyjne motorowerów mogły być wydawane tylko w układzie 3 litery + 4 cyfry.
Na początku lat 90. wskutek gwałtownego wzrostu liczby samochodów na polskich drogach okazało się, że w kilku województwach pojemność rejestracyjna przyjętego systemu wyczerpuje się. W 1991 roku zniesiono więc podział na pojazdy prywatne i państwowe (tablice państwowe zachowały ważność do 31 grudnia 1993 r.), a w 1993 roku wprowadzono nowe wyróżniki dla województw z dużą liczbą samochodów (1 dla województwa katowickiego i 2 dla warszawskiego). W 1996 roku dopuszczono natomiast stosowanie układu 3 litery + 3 cyfry + 1 litera dla wszystkich pojazdów po wyczerpaniu pojemności rejestracyjnej układu 3 litery + 4 cyfry, zaś w 1997 roku wprowadzono 4 nowe wyróżniki dla województwa warszawskiego. W takim kształcie tablice te wydawano do 2000 r.
Po reformie administracyjnej kraju w 1999 r., a przed wprowadzeniem nowych tablic, do końca wydawania starych tablic mogły być stosowane wyróżniki tylko z tych starych województw, w których mieściły się stolice nowych województw. Wyróżniki pozostałych województw mogły być stosowane tylko do 30 czerwca 1999 (przepis ten nie był przestrzegany w niektórych województwach). Na tablicach tymczasowych mogły być stosowane wyróżniki ze wszystkich starych województw.
Tablice wz. 1976 pozostają ważne i nie ma wyznaczonego terminu ich obowiązkowej wymiany. Pojazdy z takimi tablicami będzie można spotkać na polskich drogach prawdopodobnie jeszcze przez wiele lat.
Wyróżniki województw: (stan na 31 grudnia 1998 r.) – kursywą oznaczono wyróżniki niewykorzystane.

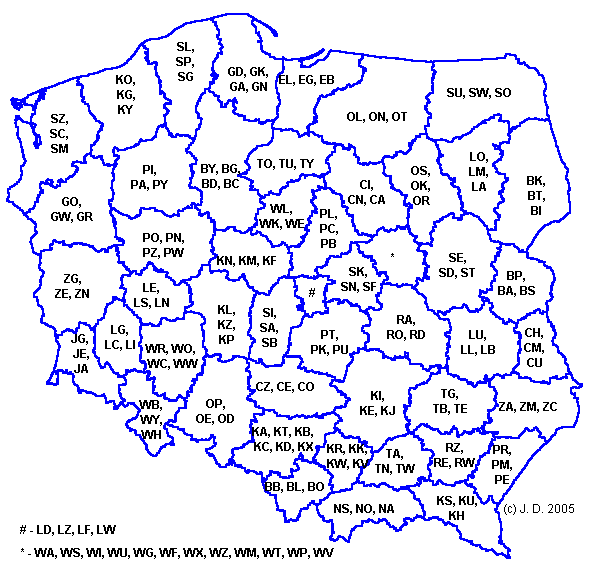
Oznaczenia tablic rejestracyjnych według starych województw

- bialskopodlaskie BP, BA, BS, tablice tymczasowe – A5–A9
- białostockie BK, BT, BI, tablice tymczasowe – B0–B4
- bielskie BB, BL, BO, tablice tymczasowe – B5–B9
- bydgoskie BY, BG, BD, BC, tablice tymczasowe – C0–C4
- chełmskie CH, CM, CU, tablice tymczasowe – C5–C9
- ciechanowskie CI, CN, CA, tablice tymczasowe – D0–D4
- częstochowskie CZ, CE, CO, tablice tymczasowe – D5–D9
- elbląskie EL, EG, EB, tablice tymczasowe – E0–E4
- gdańskie GD, GK, GA, GN, tablice tymczasowe – E5–E9
- gorzowskie GO, GW, GR, tablice tymczasowe – F0–F4
- jeleniogórskie JG, JE, JA, tablice tymczasowe – F5–F9
- kaliskie KL, KZ, KP, tablice tymczasowe – G0–G4
- katowickie KA, KT, KB, KC, KD, KX, tablice tymczasowe – G5–G9
- kieleckie KI, KE, KJ, tablice tymczasowe – H0–H4
- konińskie KN, KM, KF, tablice tymczasowe – H5–H9
- koszalińskie KO, KG, KY, tablice tymczasowe – I0–I4
- krakowskie KR, KK, KW, KV, tablice tymczasowe – I5–I9
- krośnieńskie KS, KU, KH, tablice tymczasowe – J0–J4
- legnickie LG, LC, LI, tablice tymczasowe – J5–J9
- leszczyńskie LE, LS, LN, tablice tymczasowe – K0–K4
- lubelskie LU, LL, LB, tablice tymczasowe – K5–K9
- łomżyńskie LO, LM, LA, tablice tymczasowe – L0–L4
- łódzkie LD, LZ, LF, LW, tablice tymczasowe – L5–L9
- nowosądeckie NS, NO, NA, tablice tymczasowe – M0–M4
- olsztyńskie OL, ON, OT, tablice tymczasowe – M5–M9
- opolskie OP, OE, OD, tablice tymczasowe – N0–N4
- ostrołęckie OS, OK, OR, tablice tymczasowe – N5–N9
- pilskie PI, PA, PY, tablice tymczasowe – O0–O4
- piotrkowskie PT, PK, PU, tablice tymczasowe – O5–O9
- płockie PL, PC, PB, tablice tymczasowe – P0–P4
- poznańskie PO, PN, PZ, PW, tablice tymczasowe – P5–P9
- przemyskie PR, PM, PE, tablice tymczasowe – R0–R4
- radomskie RA, RO, RD, tablice tymczasowe – R5–R9
- rzeszowskie RZ, RE, RW, tablice tymczasowe – S0–S4
- siedleckie SE, SD, ST, tablice tymczasowe – S5–S9
- sieradzkie SI, SA, SB, tablice tymczasowe – T0–T4
- skierniewickie SK, SN, SF, tablice tymczasowe – T5–T9
- słupskie SL, SP, SG, tablice tymczasowe – U0–U4
- suwalskie SU, SW, SO, tablice tymczasowe – U5–U9
- szczecińskie SZ, SC, SM, tablice tymczasowe – V0–V4
- tarnobrzeskie TG, TB, TE, tablice tymczasowe – V5–V9
- tarnowskie TA, TN, TW, tablice tymczasowe – W0–W4
- toruńskie TO, TU, TY, tablice tymczasowe – W5–W9
- wałbrzyskie WB, WY, WH, tablice tymczasowe – X0–X4
- warszawskie WA, WS, WI, WU, WG, WF, WX, WZ, WM, WT, WP, WV, tablice tymczasowe – A0-A4
- włocławskie WL, WK, WE, tablice tymczasowe – X5–X9
- wrocławskie WR, WO, WC, WW, tablice tymczasowe – Y0–Y4
- zamojskie ZA, ZM, ZC, tablice tymczasowe – Y5–Y9
- zielonogórskie ZG, ZE, ZN, tablice tymczasowe – Z0–Z4

Wyróżniki województw (1 stycznia 1999 – 30 kwietnia 2000):
- dolnośląskie JG, JE, JA, LG, LC, LI, WB, WY, WH, WR, WO, WC, WW, tablice tymczasowe – F5–F9, J5–J9, X0–X4, Y0–Y4
- kujawsko-pomorskie BY, BG, BD, BC, TO, TU, TY, WL, WK, WE, tablice tymczasowe – C0–C4, W5–W9, X5–X9
- lubelskie BP, BA, BS, CH, CM, CU, LU, LL, LB, ZA, ZM, ZC, tablice tymczasowe – A5–A9, C5–C9, K5–K9, Y5–Y9
- lubuskie GO, GW, GR, ZG, ZE, ZN, tablice tymczasowe – F0–F4, Z0–Z4
- łódzkie LD, LZ, LF, LW, PT, PK, PU, SI, SA, SB, SK, SN, SF, tablice tymczasowe – L5–L9, O5–O9, T0–T4, T5–T9
- małopolskie KR, KK, KW, KV, NS, NO, NA, TA, TN, TW, tablice tymczasowe – I5–I9, M0–M4, W0–W4
- mazowieckie CI, CN, CA, OS, OK, OR, PL, PC, PB, RA, RO, RD, SE, SD, ST, WA, WS, WI, WU, WG, WF, WX, WZ, WM, WT, WP, WV, tablice tymczasowe – D0–D4, N5–N9, P0–P4, R5–R9, S5–S9, A0–A4
- opolskie OP, OE, OD, tablice tymczasowe – N0–N4
- podkarpackie KS, KU, KH, PR, PM, PE, RZ, RE, RW, TG, TB, TE, tablice tymczasowe – J0–J4, R0–R4, S0–S4, V5–V9
- podlaskie BK, BT, BI, LO, LM, LA, SU, SW, SO, tablice tymczasowe – B0–B4, L0–L4, U5–U9
- pomorskie GD, GK, GA, GN, SL, SP, SG, tablice tymczasowe – E5–E9, U0–U4
- śląskie BB, BL, BO, CZ, CE, CO, KA, KT, KB, KC, KD, KX, tablice tymczasowe – B5–B9, D5–D9, G5–G9
- świętokrzyskie KI, KE, KJ, tablice tymczasowe – H0–H4
- warmińsko-mazurskie EL, EG, EB, OL, ON, OT, tablice tymczasowe – E0–E4, M5–M9
- wielkopolskie KL, KZ, KP, KN, KM, KF, LE, LS, LN, PI, PA, PY, PO, PN, PZ, PW, tablice tymczasowe – G0–G4, H5–H9, K0–K4, O0–O4, P5–P9
- zachodniopomorskie KO, KG, KY, SZ, SC, SM, tablice tymczasowe – I0–I4, V0–V4

Wyróżniki służb specjalnych:

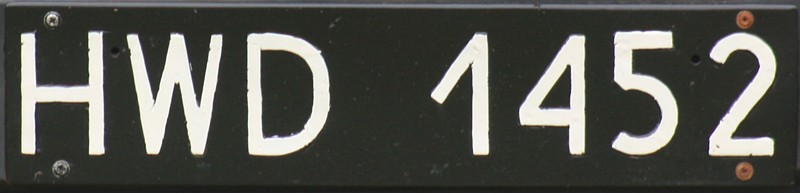
Tablica Straży Granicznej

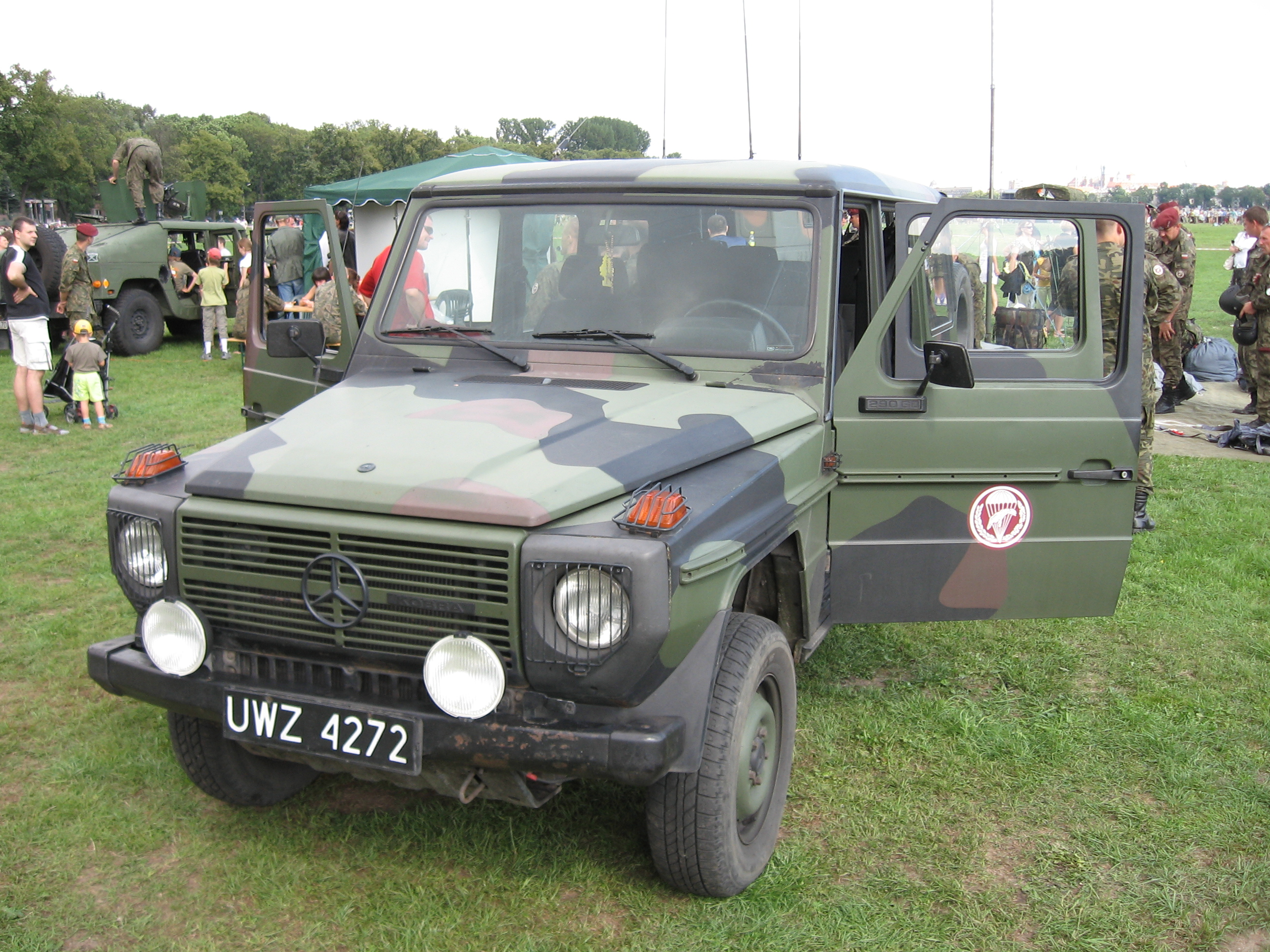
Mercedes-Benz Klasy G z 6. Brygady Desantowo-Szturmowej

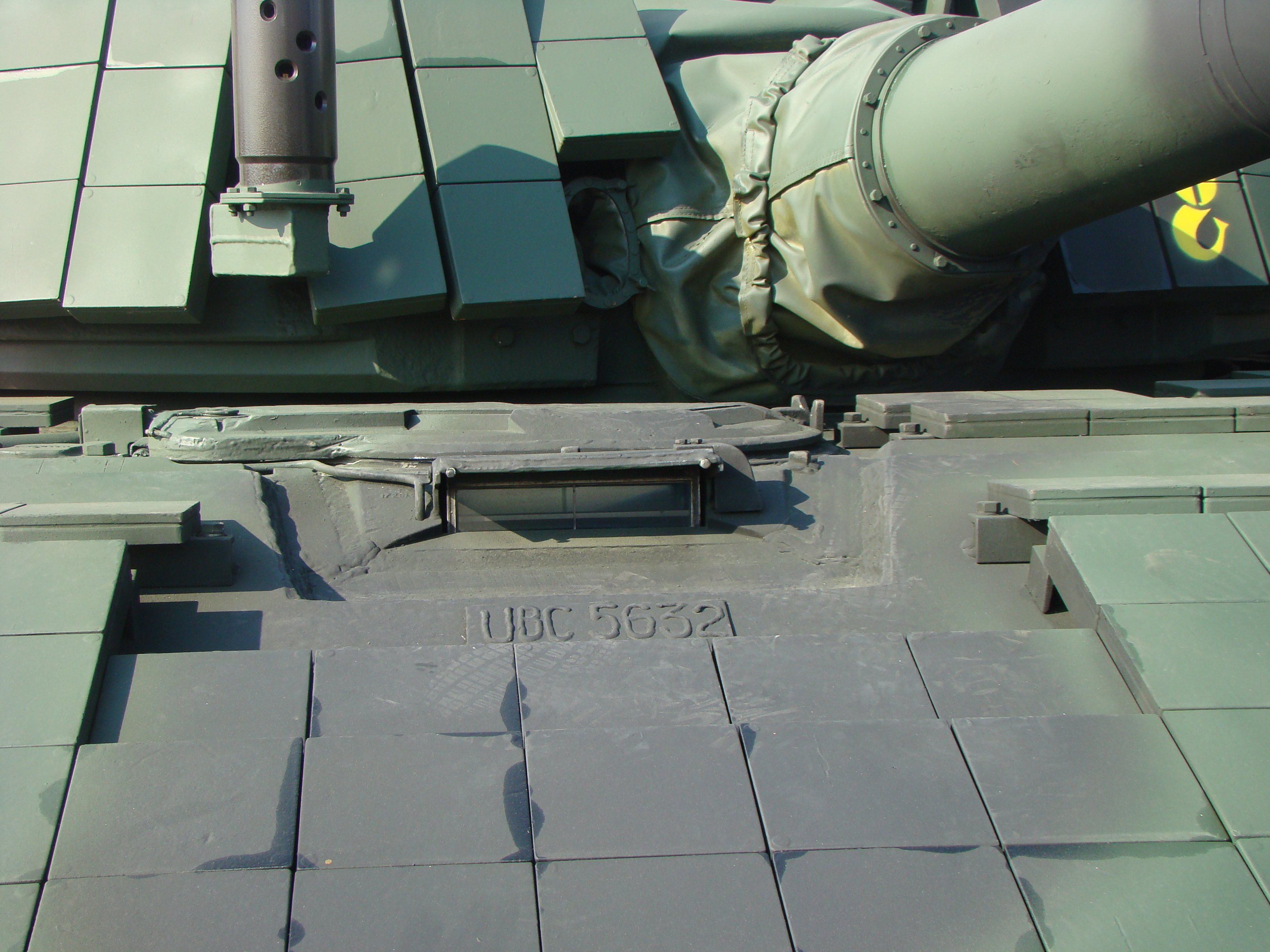
Tablica napawana na czołgu PT-91

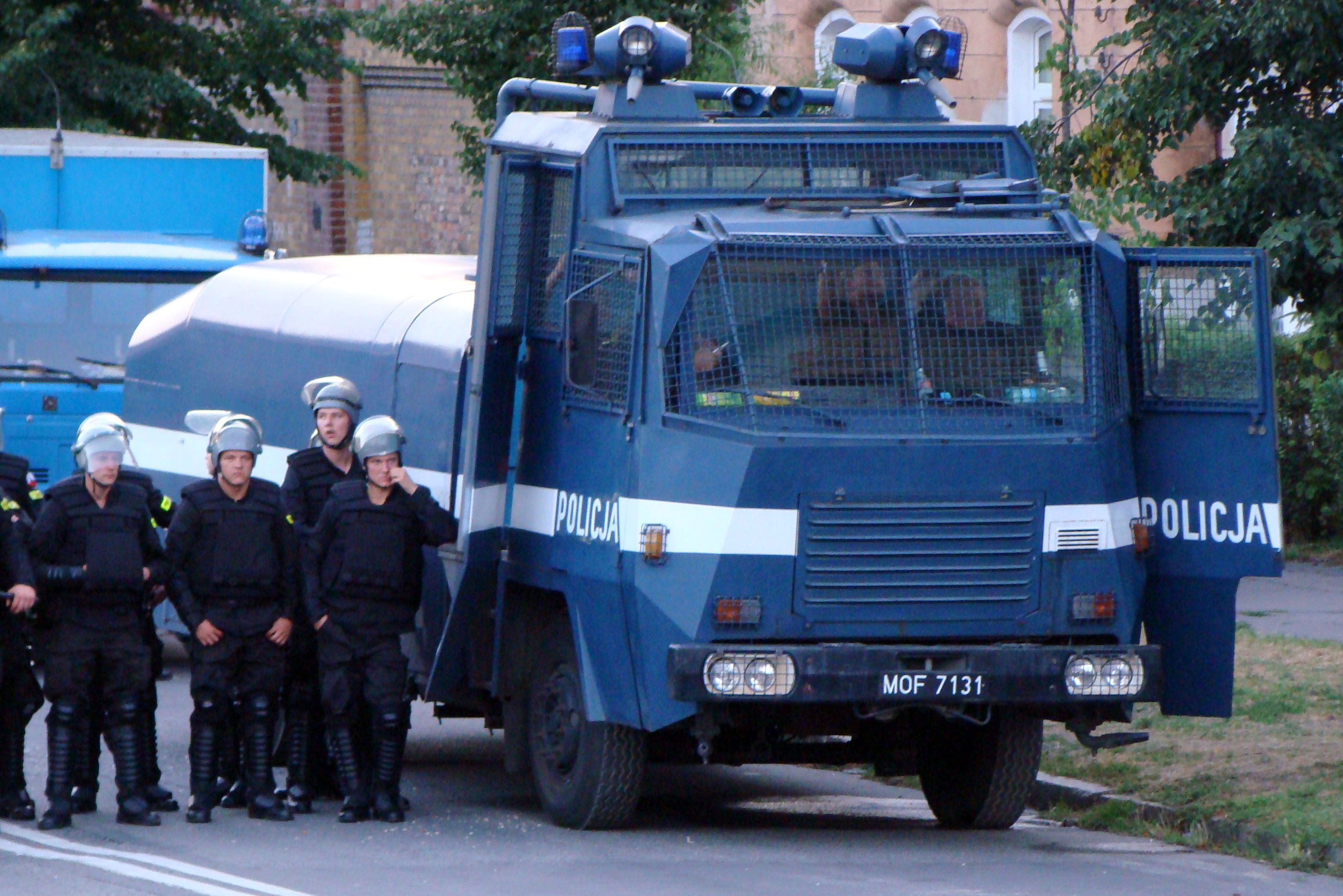
Tablica milicyjna na pojeździe policyjnym (2008)

- Milicja Obywatelska (od 1990 r. Policja) MO
- Ludowe Wojsko Polskie (po upadku PRL Wojsko Polskie) U
- Wojska Ochrony Pogranicza (od 1991 r. Straż Graniczna) HW
- Nadwiślańskie Jednostki Wojskowe MSWiA (do ostatecznej likwidacji w 2000 r.) oraz GROM (do 1999 r., gdy przeszedł w podporządkowanie MON) HN

Wyróżniki sił zbrojnych:
- pojazd ciężarowy ogólnego przeznaczenia UAK
- pojazd ciężarowy ogólnego przeznaczenia UAX
- pojazd osobowy UFK
- przyczepa UFR
- pojazd ciężarowy ogólnego przeznaczenia UHO
- pojazd opancerzony UKA
- pojazd ciężarowy specjalistyczny UKO
- przyczepa ULA
- przyczepa ULM
- pojazd terenowy UNU
- pojazd osobowy UOL
- przyczepa UTO
- pojazd ciężarowy ogólnego przeznaczenia UWR
- traktor lub ciągnik UYL
- pojazd osobowy UWZ

Wyróżniki taksówek
Od 1985 roku do 2000 w niektórych miastach wojewódzkich w Polsce wydawano osobne zestawy numerów rejestracyjnych dla taksówek. Cyfry były identyczne z numerem bocznym taksówki.
- w Warszawie wszystkie prywatne taksówki otrzymały numery rejestracyjne WGT
- we Wrocławiu – WRT
- w Poznaniu – PZZ
- w Toruniu – TOX
- w Bydgoszczy – BGT
- w Elblągu – ELT
- w Kaliszu – KLT
- w Częstochowie – CZT
- w województwie gdańskim – GKT (jedynie w Sopocie cyfry były zgodne z numerami bocznymi taksówek)
- w województwie opolskim – ODT

Inne typy tablic
- Tablice tymczasowe wprowadzono w 1981 roku. Miały żółte znaki na czarnym tle. Numer składał się z litery i 6 cyfr – litera i pierwsza cyfra oznaczały województwo. Tablice tymczasowe w latach 1981–1983 były stosowane w celu przejazdu z miejsca zakupu pojazdu do miejsca zamieszkania właściciela lub wywozu pojazdu za granicę. Od roku 1984 stosowano je również do rejestracji czasowej i niezbędnych przejazdów w celu naprawy, przeglądu itp., a od 1999 roku także do celów eksploatacji pojazdu w ramach badań i prób.
- Tablice próbne miały czerwone tło i białe znaki. Pierwszą literą była zawsze X, następne 2 były wyróżnikiem województwa. Tablice próbne w latach 1976–1983 były wydawane dla pojazdów czasowo dopuszczonych do ruchu, a od roku 1984 dla pojazdów eksploatowanych w ramach badań i prób przeprowadzanych przez właściwe przedsiębiorstwa lub placówki naukowo-badawcze. Wycofano je 31 grudnia 1998 r.
- Tablice cudzoziemskie miały zielone tło i białe znaki. Pierwszą literą numeru była zawsze I, po niej następował wyróżnik województwa. Wydawano je cudzoziemcom zamieszkałym w Polsce i zagranicznym osobom prawnym, nie korzystającym z przywilejów i immunitetów dyplomatycznych. Od 1984 roku wydawano je tylko cudzoziemcom bez karty stałego pobytu (cudzoziemcom z kartą wydawano tablice zwyczajne). Wycofano je 31 grudnia 1993 r., ale zachowały ważność do 31 grudnia 1995 r.
- Tablice dyplomatyczne miały niebieskie tło i białe znaki. Wydawano je dla pojazdów przedstawicielstw i misji dyplomatycznych i konsularnych państw obcych i organizacji narodowych w Polsce oraz ich personelu, korzystających z przywilejów i immunitetów dyplomatycznych. Litery były wyróżnikiem województwa warszawskiego (zawsze stosowano tylko WA). 2 pierwsze cyfry były kodem państwa, a 3 następne oznaczały przeznaczenie pojazdu. Tablice dwurzędowe dyplomatyczne miały wymiary 330×230 mm. Tablice motocyklowe wprowadzono 1 czerwca 1991 r.
- Tablice specjalne były stosowane dla pojazdów Wojska Polskiego, Straży Granicznej, jednostek wojskowych MSWiA oraz Milicji Obywatelskiej (od 1990 roku – Policji). Numer ciężarówek wojskowych mógł być namalowany białą farbą na tylnej burcie pojazdu i na bocznych drzwiach. Na tablicach wojskowych stosowano kody: UA, UC, UE, UF, UG, UH, UK, UL, UN, UO, UR, US i UW. Na tablicach milicyjnych stosowano kody: MOA, MOF, MOK, MOP i MOS na tablicach samochodowych oraz MOR i MOT na tablicach motocyklowych.

## Przygotowania do wprowadzenia wzoru z 2000 r.

### Prototypy
Przed wprowadzeniem w 2000 obecnego systemu były proponowane 4 prototypowe wzory tablic.
Pierwsza prototypowa tablica, nawiązująca stylistyką do obecnych została wyprodukowana ok. 1995. Była ona w układzie AB·123·CD (zdjęcie: ).

#### Według rozporządzenia z 25 marca 1998r.
Po tym wzorze zostały wydane w latach 1998–1999 trzy rozporządzenia, ale wszystkie odrzucono przed wejściem ich w życie.
Pierwsze rozporządzenie zostało wydane 25 marca 1998 r. i obowiązywało jeszcze dla starych województw. Wyróżniki i wymiary nie zmieniły się, ale wygląd tak (zdjęcie:). Po raz pierwszy uwzględniono tablice zabytkowe i indywidualne.
Wyróżniki województwa:
- na tablicach zwyczajnych, dyplomatycznych, zabytkowych: dwie pierwsze litery
- na tymczasowych i indywidualnych: litera i cyfra

Na nich nie było nalepki legalizacyjnej. Dyplomatyczne – w odróżnieniu od obecnych tablic tego typu – miały euroband w kolorze tła.
SYSTEM TWORZENIA OZNACZEŃ:
| Rodzaj        | Zasób                     | Budowa numeru                                             | Przykład numeru |
| ------------- | ------------------------- | --------------------------------------------------------- | --------------- |
| zwyczajne     | pierwszy                  | 3 litery + 4 cyfry (0001-9999)                            | ABC-1234        |
| zwyczajne     | drugi                     | 3 litery + 3 cyfry (001-999) + 1 litera                   | ABC-123A        |
| indywidualne  | pierwszy                  | 1 litera + 1 cyfra (0-9) + 3-5 liter                      | A1-BCD          |
| indywidualne  | drugi                     | 1 litera + 1 cyfra (0-9) + 3-5 liter                      | A1-BCDE         |
| indywidualne  | trzeci                    | 1 litera + 1 cyfra (0-9) + 3-5 liter                      | A1-BCDEF        |
| tymczasowe    | pierwszy                  | 1 litera + 1 cyfra (0-9) + 3 cyfry (001-999)              | A0-123          |
| zabytkowe     | pierwszy                  | 2 litery + 3 cyfry (001-999) + symbol pojazdu zabytkowego | AB-123          |
| dyplomatyczne | pierwszy (dla samochodów) | 2 litery + 5 cyfr (00001-99999)                           | WA-12345        |
| dyplomatyczne | drugi (dla motocykli)     | 2 litery + 4 cyfry (0001-9999)                            | WA-1234         |

#### Według rozporządzenia z 14 grudnia 1998r.
Druga „wersja” została ogłoszona 14 grudnia 1998 r. i była już dla nowych województw. Wymiary pozostały te same, ale zmieniły się wyróżniki. W numerze był wyróżnik województwa, ale nie było wyróżnika powiatu (zdjęcie: ).
Wyróżnik województwa:
- na tablicach zwyczajnych, zabytkowych, dyplomatycznych – 1 litera
- na tablicach tymczasowych, indywidualnych – litera i cyfra

Wyróżniki były takie jak obecne, ale były wyjątki:
- litera A zamiast D dla dolnośląskiego
- E zamiast L dla lubelskiego
- L zamiast E dla łódzkiego.

Tablice dwurzędowe mają układ: A-B1 na górze, 2345 na dole. Dyplomatyczne nadal mają euroband po lewej stronie.
SYSTEM TWORZENIA OZNACZEŃ:
| Rodzaj        | Zasób                      | Budowa numeru                                             | Przykład numeru |
| ------------- | -------------------------- | --------------------------------------------------------- | --------------- |
| zwyczajne     | pierwszy                   | 2 litery + 5 cyfr (00001-99999)                           | A-B12345        |
| zwyczajne     | drugi                      | 2 litery + 4 cyfry (0001-9999) + 1 litera                 | A-B1234C        |
| zwyczajne     | trzeci                     | 2 litery + 3 cyfry (001-999) + 2 litery                   | A-B123AC        |
| zwyczajne     | czwarty (dla motocykli)    | 2 litery + 4 cyfry (0001-9999)                            | A-B1234         |
| indywidualne  | pierwszy                   | 1 litera + 1 cyfra (0-9) + 3-5 liter                      | A1-BCD          |
| indywidualne  | drugi                      | 1 litera + 1 cyfra (0-9) + 3-5 liter                      | A1-BCDE         |
| indywidualne  | trzeci                     | 1 litera + 1 cyfra (0-9) + 3-5 liter                      | A1-BCDEF        |
| tymczasowe    | pierwszy                   | 1 litera + 1 cyfra (0-9) + 3 cyfry (001-999)              | A0-123          |
| zabytkowe     | pierwszy                   | 2 litery + 3 cyfry (001-999) + symbol pojazdu zabytkowego | A-B123          |
| dyplomatyczne | dla samochodów i motocykli | 2 litery + 5 cyfr (00001-99999)                           | W-A12345        |

#### Według rozporządzenia z 19 czerwca 1999 r.
System obowiązujący obecnie jest modyfikacją tego systemu. Różnice są takie:
- możliwość stosowania liter B, D, I, O, Z w wyróżniku pojazdu
- układ numeru na tablicach z wyróżnikiem dwuliterowym:
  - I zasób – 3 litery + 4 cyfry (od 0001 do 9999)
  - II zasób – 3 litery + 3 cyfry (od 001 do 999) + 1 litera
- na tablicach indywidualnych można używać tylko liter

Ten system został wyparty ze względu na możliwe zdublowanie się numeru. 
Zdjęcie tej wersji: 

## Tablice rowerowe
W latach 1920–1964 obowiązkowi rejestracji w Polsce podlegały również rowery. Wydawano na nie tablice rowerowe.

### 1936–1937
Po raz pierwszy tablice rowerowe wprowadzone centralnym zarządzeniem wydawano od 15 września 1936. Tablice rowerowe były stosowane do rowerów i wózków poruszanych siłą nóg, a od 1937 r. również motocykli o pojemności silnika mniejszej niż 100 cm³. Tablicę należało umieścić z tyłu pod siodełkiem, prostopadle do osi roweru. Pod numerem znajdowały się cyfry oznaczające lata dwuletniego okresu rejestracji rowerów.
Tablice były żółte z czarnymi znakami i miały wymiary 120×76 mm. Numer składał się z litery i 5 cyfr. Dwie pierwsze cyfry oznaczały województwo, chociaż stosowane wyróżniki różniły się od tych stosowanych na tablicach samochodowych.

### 1938–1939
15 listopada 1937 r. Minister Komunikacji wydał Zarządzenie w sprawie kształtu, barwy, i wymiarów tabliczek rowerowych na okres rejestracyjny 1938–1939. Tablice rowerowe wydawano dla rowerów i wózków poruszanych siłą nóg oraz motocykli o pojemności silnika mniejszej niż 100 cm³. Tablicę należało umieścić z tyłu pod siodełkiem, prostopadle do osi roweru.
Tablice miały czarne tło, żółte znaki i obwódkę. Były nieco mniejsze od poprzednich – miały wymiary 105×105 mm. Zachowano układ 1 litera + 5 cyfr. W górnym rzędzie znajdowała się litera i dwucyfrowy wyróżnik województwa, a w dolnym 3 cyfry.

### 1945–1946
Podobnie jak w latach 1920–1936, nie istniało ogólnokrajowe zarządzenie dotyczące tablic rowerowych i każde województwo samo ustalało wygląd tablic rowerowych oraz zasady tworzenia numeru na nich.

### 1947–1948
U góry tablicy znajdowała się nazwa powiatu oraz napis ROK 1947/48.
Tablica miała czarne tło, żółte znaki i obwódkę. Były dosyć małe – mierzyły tylko 88×78 mm. Numer składał się z 5 cyfr. Tablice z okresu 1947–1948 były ważne do 30 września 1949 r.

### 1949–1950/1951
Wymiary tablicy były te same, co w latach 1947–1948. Tablice miały czarne tło i białe znaki i obwódkę. Numer miał literę i 5 cyfr (poszczególne przedziały cyfrowe oznaczały województwo).

### 1951
Wymiary tablicy i kolorystyka nadal pozostawały niezmienione. Zmieniono układ numeru – od tej pory składał się z 2 liter i 3 cyfr. Pierwsza litera oznaczała województwo.

### 1952–1954
Tablice miały kształt trójkąta z zaokrąglonymi rogami.
Długość podstawy wynosiła 70 mm, boków – 90 mm, a szerokość zaokrąglenia – 30 mm. Tło było czarne, a znaki i obwódka żółte. Numer składał się z litery i 5 cyfr (dwie pierwsze oznaczały województwo, wyróżniki były te same, co na tablicach samochodowych).
Tablice rowerowe ostatecznie wycofano w Polsce w styczniu 1954. Jednak obowiązku rejestracji rowerów w Polsce nie zniesiono – przy rejestracji rowerów wydawano jedynie kartę rowerową (dowód rejestracyjny). Obowiązek rejestracji rowerów zniesiono w Polsce w 1964 roku.

## Tablice rejestracyjne dorożek
Do lat 50. XX wieku również dorożki miały w Polsce tablice rejestracyjne. Określenie ich wzorów, wymiarów, barw, układu i tym podobnych leżało w gestii władz powiatowych albo miejskich (gminnych). Najczęściej widniał na nich rok wydania, nazwa powiatu albo miasta i numer kolejny. Tablice te każdego roku były zmieniane. Ich kształty były różne (koliste, kwadratowe i tym podobne). W latach 60. XX wieku w niektórych miastach w Polsce dorożki miały jedynie numery boczne, tak jak taksówki obecnie.

## Tablice rejestracyjne wozów konnych (furmanek)
Były to tablice informacyjne zawierające jedynie imię i nazwisko właściciela i jego adres albo nazwę firmy i jej siedzibę. Musiał je wykonać właściciel wozu konnego i umieścić na jego prawej burcie. Od 1962 do 1983 obowiązywał przepis, w myśl którego wozy konne należące do jednego właściciela musiały mieć na tablicy dodatkowo numer porządkowy (numeracja zaczynała się od 1).
Prawdopodobnie do początku lat 50. XX wieku wozy konne w Polsce miały również tablice rejestracyjne zawierające rok wydania, nazwę województwa albo powiatu lub miasta i numer kolejny. Tablice te co 2 lata były zmieniane. Ich kształty były różne (koliste, kwadratowe i tym podobne), a określenie ich wzorów, wymiarów, barw, układu i tym podobnych leżało w gestii władz wojewódzkich, powiatowych albo miejskich (gminnych).